# Port-Vendres
Pour les articles homonymes, voir Vendres (homonymie).
Port-Vendres  [pɔʁvɑ̃ːdʁ(ə)] (Portvendres en catalan), en Pays Catalan, est une commune française, située dans le sud-est du département des Pyrénées-Orientales en région Occitanie. Ses habitants sont appelés les Port-Vendrais.
Sur le plan historique et culturel, la commune relevait du Roussillon, une ancienne province du royaume de France, qui a existé de 1659 jusqu'en 1790 et qui recouvrait les trois vigueries du Roussillon, du Conflent et de Cerdagne.
Exposée à un climat méditerranéen altéré, elle est drainée par divers petits cours d'eau. La commune possède un patrimoine naturel remarquable : un site Natura 2000 (la « côte rocheuse des Albères »), deux espaces protégés (l'« anse de Paulilles » et le « Cap Béar ») et sept zones naturelles d'intérêt écologique, faunistique et floristique.
Port-Vendres est une commune rurale et littorale qui compte 3 976 habitants en 2022. Elle appartient à l'agglomération de Saint-Cyprien.

## Géographie

### Localisation
La commune de Port-Vendres se trouve dans le département des Pyrénées-Orientales, en région Occitanie.
Elle se situe à 26 km à vol d'oiseau de Perpignan, préfecture du département, à 29 km de Céret, sous-préfecture, et à 7 km d'Argelès-sur-Mer, bureau centralisateur du canton de la Côte Vermeille dont dépend la commune depuis 2015 pour les élections départementales.
La commune fait en outre partie du bassin de vie de Saint-Cyprien.
Les communes les plus proches sont :
Collioure (2,2 km), Banyuls-sur-Mer (4,4 km), Argelès-sur-Mer (7,4 km), Cerbère (9,6 km), Saint-André (11,4 km), Sorède (12,2 km), Latour-Bas-Elne (12,9 km), Palau-del-Vidre (13,2 km).
Sur le plan historique et culturel, Port-Vendres fait partie de l'ancienne province du royaume de France, le Roussillon, qui a existé de 1659 jusqu'à la création du département des Pyrénées-Orientales en 1790 et qui recouvrait les trois vigueries du Roussillon, du Conflent et de Cerdagne.

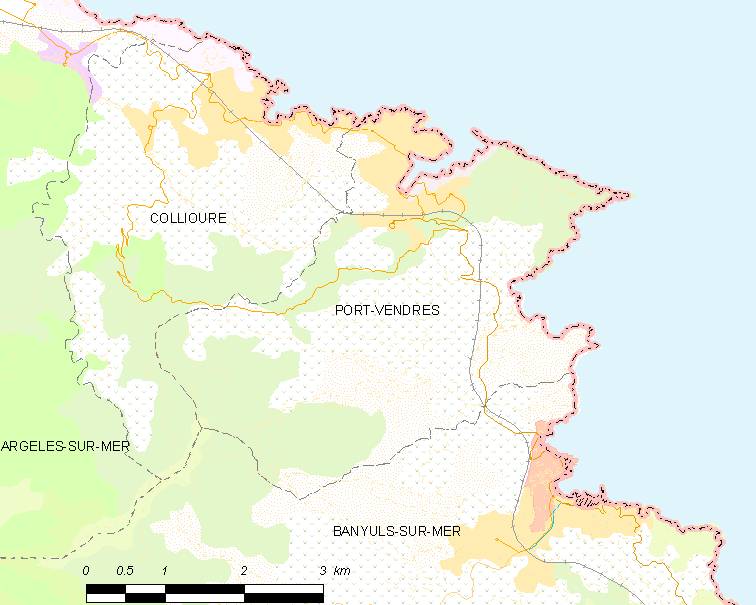
Situation de la commune.

|           |                 | Mer Méditerranée |
| Collioure | Port-Vendres    |                  |
|           | Banyuls-sur-Mer |                  |

### Paysages et relief

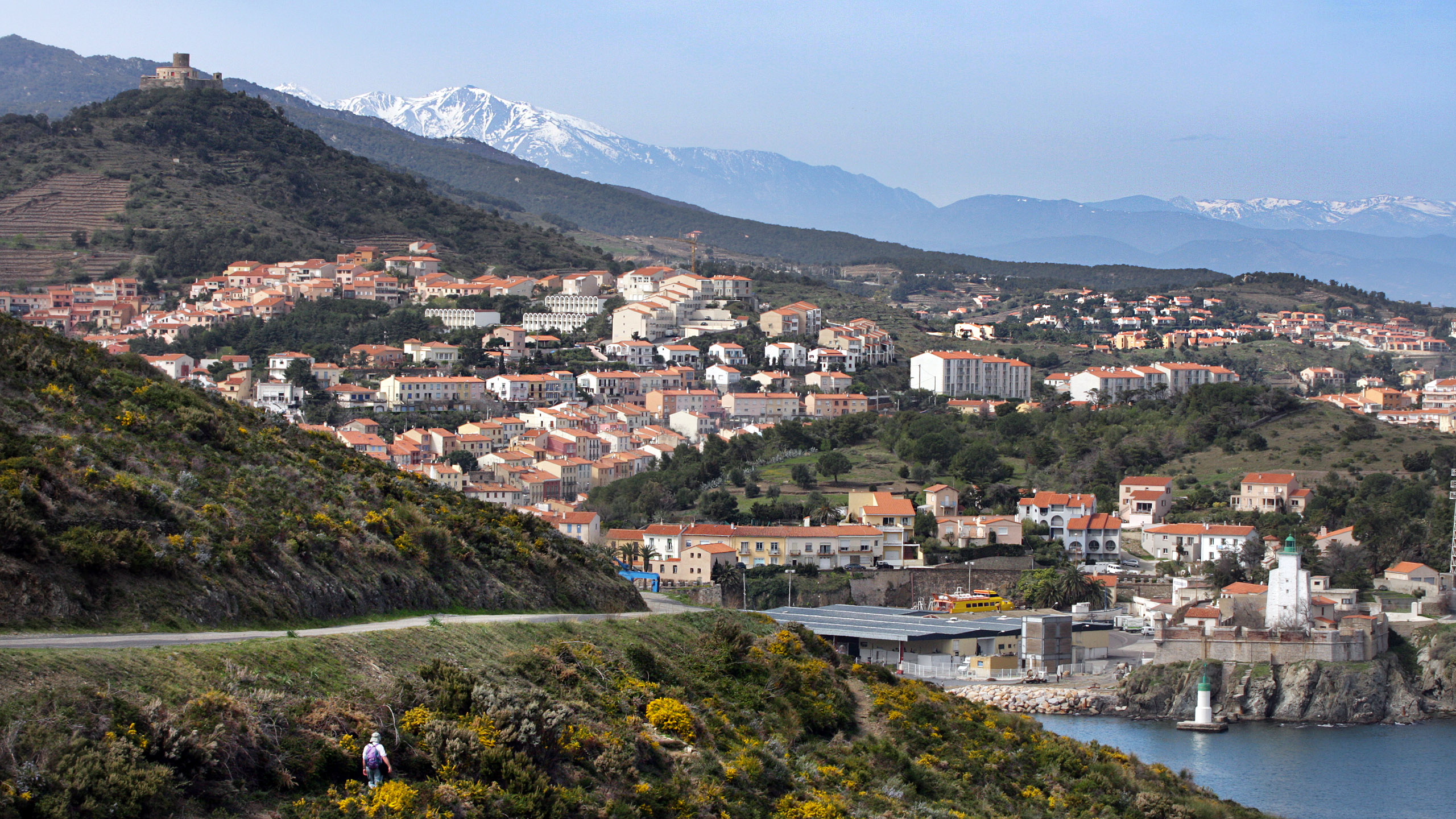
Vue générale de Port-Vendres.
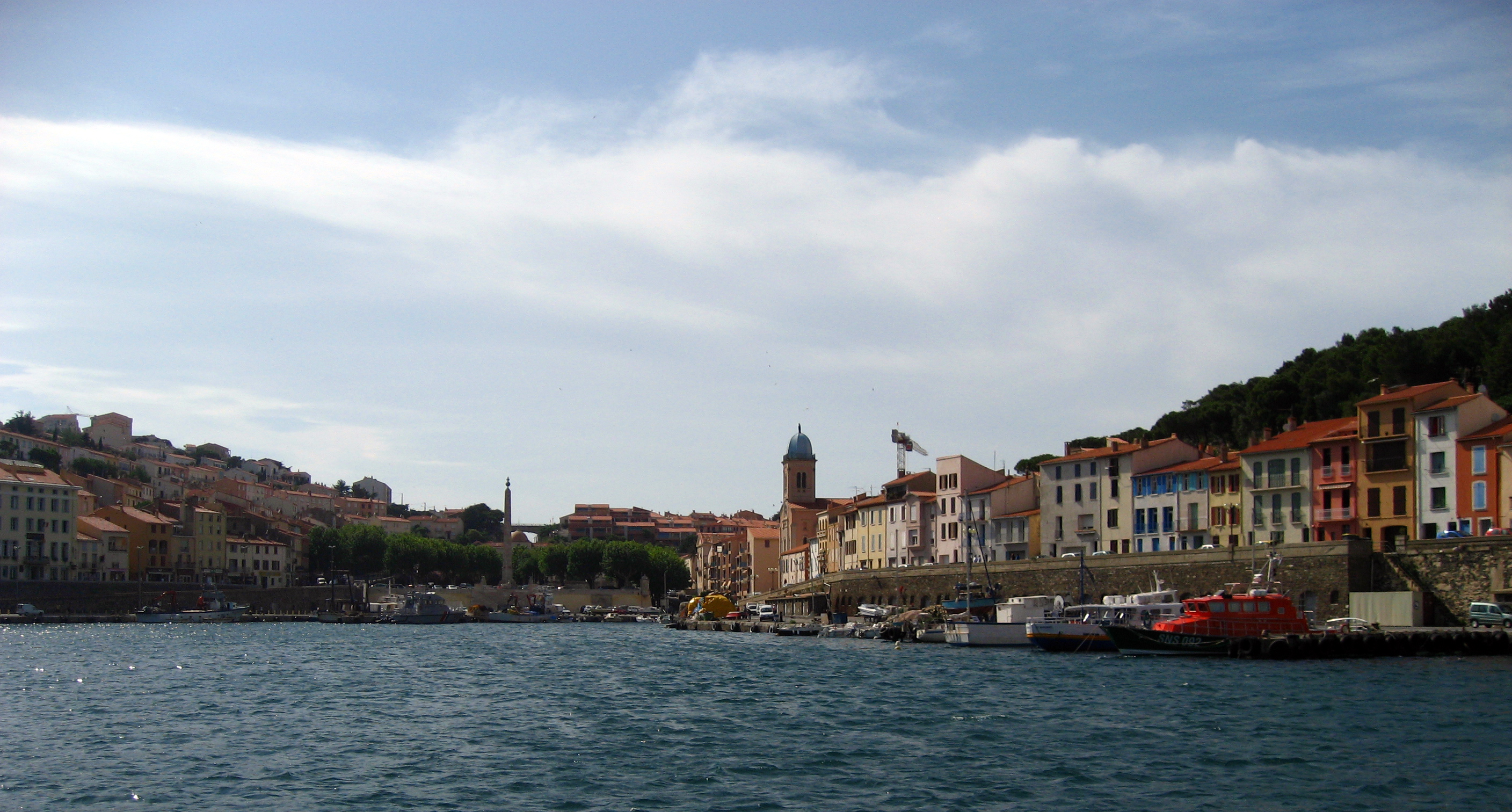
Le port depuis la mer.
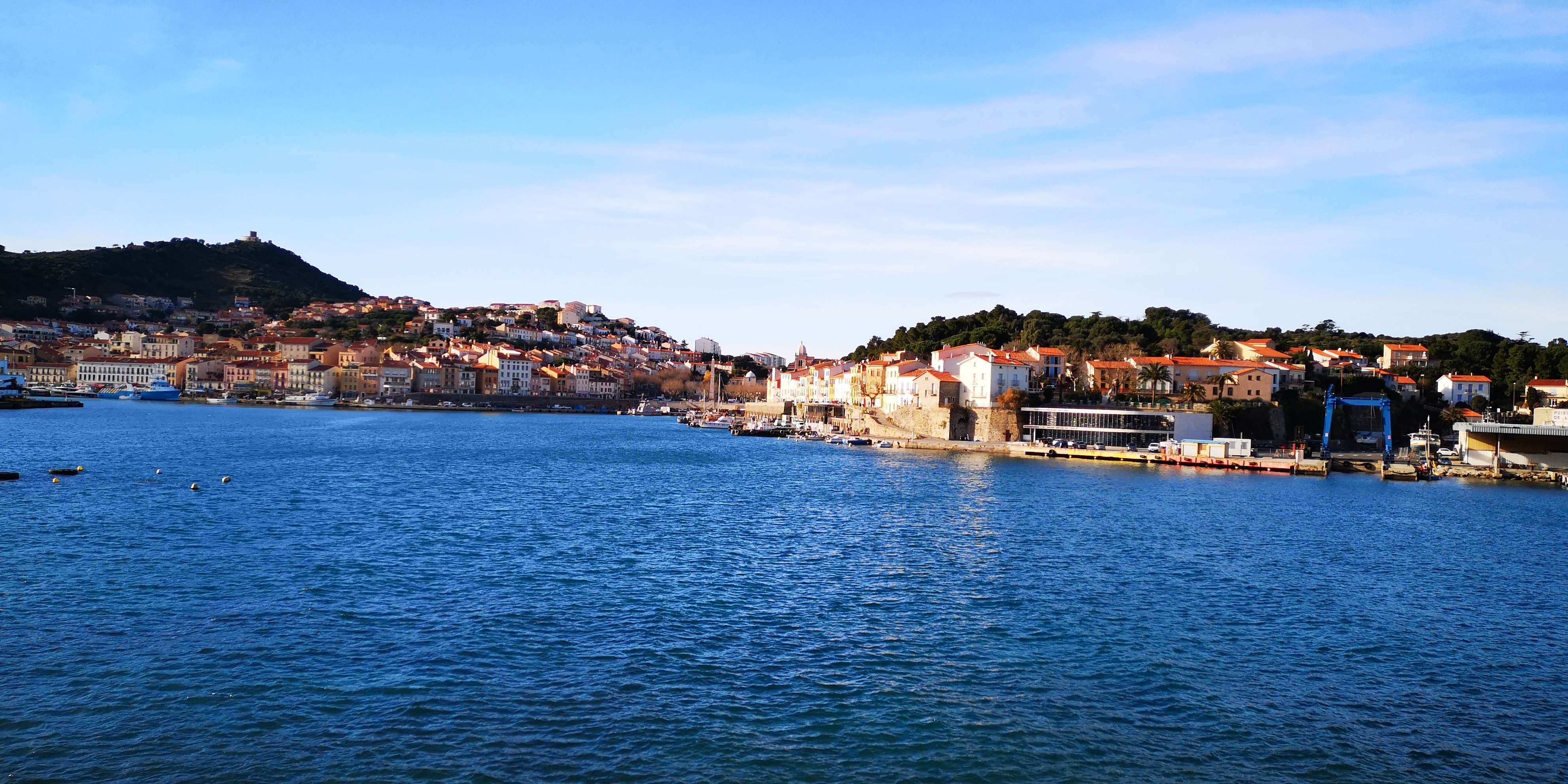
Le port pendant Noel 2018.

La topographie de la commune est montagneuse, de grands écarts se lisent dans les altitudes. Le point le plus bas est au zéro, soit le niveau de la mer. Son altitude maximale est de 655 mètres. L'altitude moyenne est de 328 mètres, la mairie de Port-Vendres est à 13 mètres.

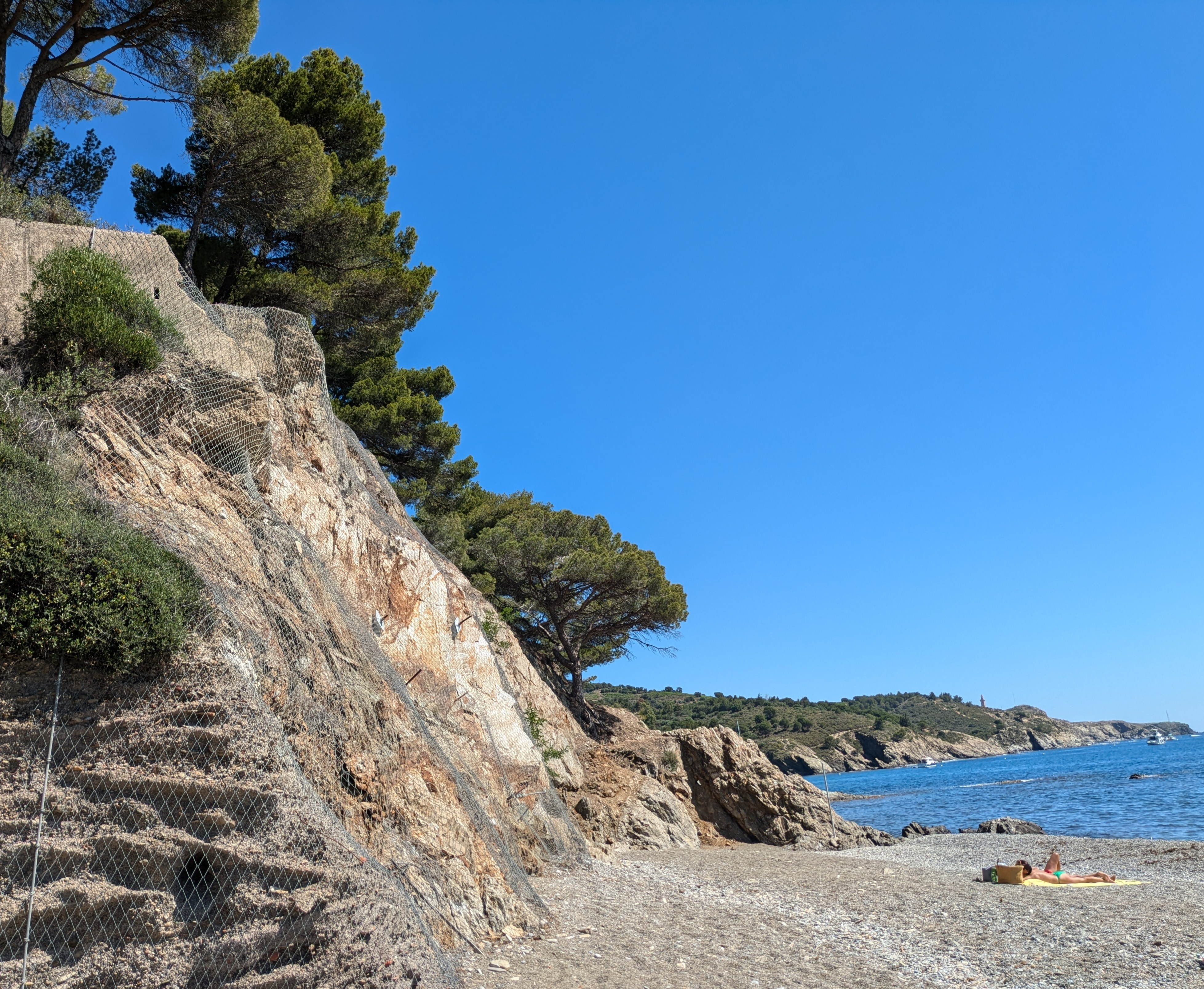
Affleurement de schiste cambrien (c 540 Ma), Anse de Paulilles.

De souche géologique principalement siliceuse, le sol est acide, d'où la présence de maquis et non de garrigues, présents sur les sols calcaires.
La commune est située dans la zone axiale de la chaîne de montagnes des Pyrénées, dans son secteur oriental. Les formations géologiques de la commune sont principalement d'âge paléozoïque ou édiacarien (pré-cambrien), c'est-à-dire âgées de 300 à 600 millions d'années environ.
La commune est classée en zone de sismicité 3, correspondant à une sismicité modérée.
Les inondations et les coulées de boue sont les principales catastrophes survenues dans les vingt dernières années : six événements sont recensés.

### Hydrographie
La commune, bordée par la mer Méditerranée, possède 12 kilomètres de côtes.

### Climat
Pour des articles plus généraux, voir Climat de l'Occitanie et Climat des Pyrénées-Orientales.
En 2010, le climat de la commune est de type climat méditerranéen altéré, selon une étude du CNRS s'appuyant sur une série de données couvrant la période 1971-2000. En 2020, Météo-France publie une typologie des climats de la France métropolitaine dans laquelle la commune est exposée à un climat méditerranéen et est dans la région climatique Provence, Languedoc-Roussillon, caractérisée par une pluviométrie faible en été, un très bon ensoleillement (2 600 h/an), un été chaud (21,5 °C), un air très sec en été, sec en toutes saisons, des vents forts (fréquence de 40 à 50 % de vents > 5 m/s) et peu de brouillards.
Pour la période 1971-2000, la température annuelle moyenne est de 15,4 °C, avec une amplitude thermique annuelle de 15 °C. Le cumul annuel moyen de précipitations est de 757 mm, avec 5,5 jours de précipitations en janvier et 2,9 jours en juillet. Pour la période 1991-2020, la température moyenne annuelle observée sur la station météorologique la plus proche, située sur la commune du Perthus à 21 km à vol d'oiseau, est de 15,4 °C et le cumul annuel moyen de précipitations est de 849,6 mm,. Pour l'avenir, les paramètres climatiques de la commune estimés pour 2050 selon différents scénarios d’émission de gaz à effet de serre sont consultables sur un site dédié publié par Météo-France en novembre 2022.

### Milieux naturels et biodiversité

#### Espaces protégés
La protection réglementaire est le mode d’intervention le plus fort pour préserver des espaces naturels remarquables et leur biodiversité associée,.
Deux espaces protégés sont présents sur la commune :
- l'« anse de Paulilles », un terrain acquis par le Conservatoire du Littoral, d'une superficie de 32,5 ha[20],[21] ;
- le « Cap Bear », un terrain acquis par le Conservatoire du Littoral, d'une superficie de 6,6 ha[22],[23].

#### Réseau Natura 2000

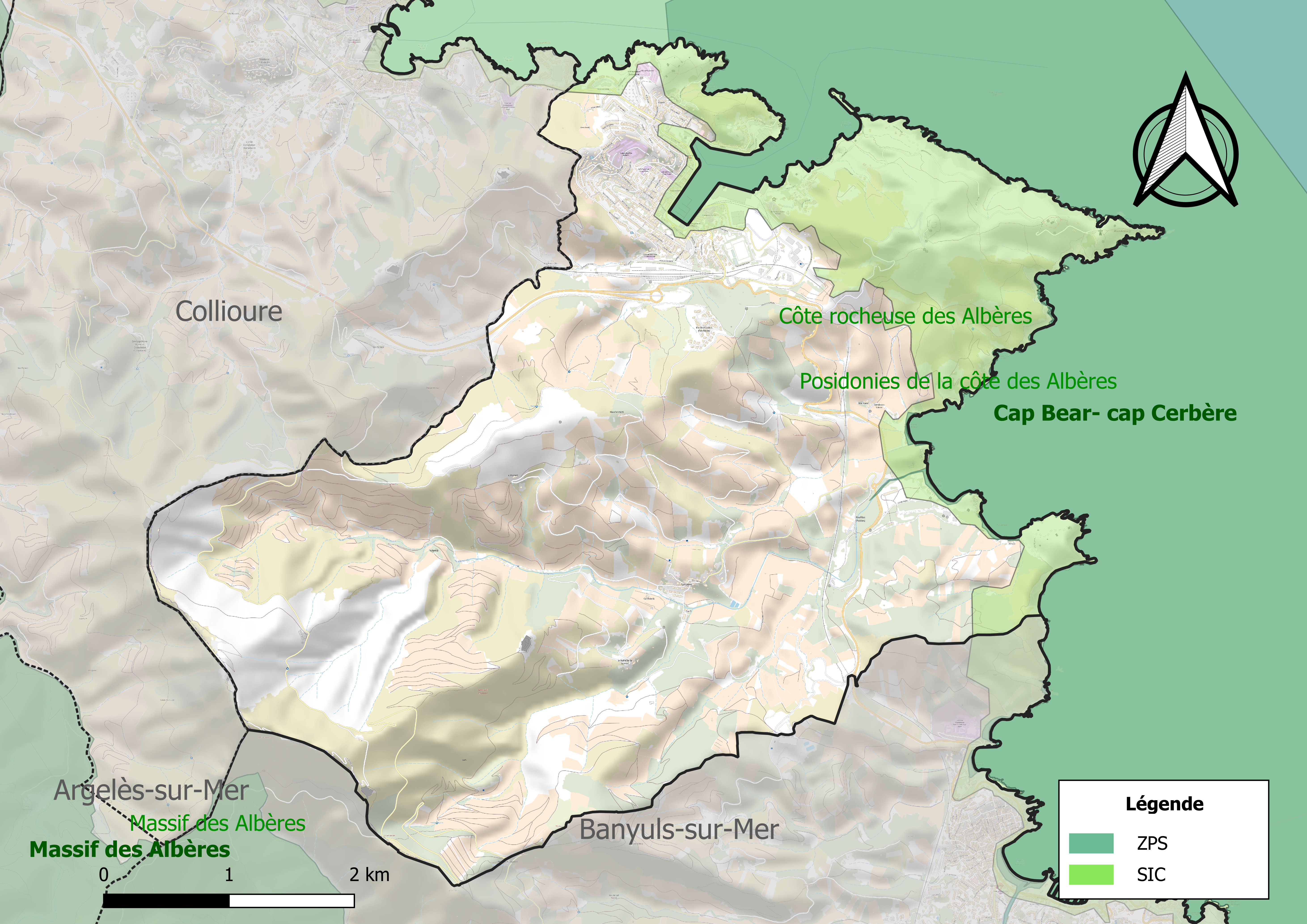
Site Natura 2000 sur le territoire communal.

Le réseau Natura 2000 est un réseau écologique européen de sites naturels d'intérêt écologique élaboré à partir des directives habitats et oiseaux, constitué de zones spéciales de conservation (ZSC) et de zones de protection spéciale (ZPS).
Un site Natura 2000 a été défini sur la commune au titre de la directive habitats : la « côte rocheuse des Albères », d'une superficie de 536 ha, un site remarquable de falaises maritimes schisteuses, riches en espèces endémiques, et correspondant à des associations spécifiques du Roussillon et de la Catalogne.

Site Natura 2000 autour de Port-Vendres
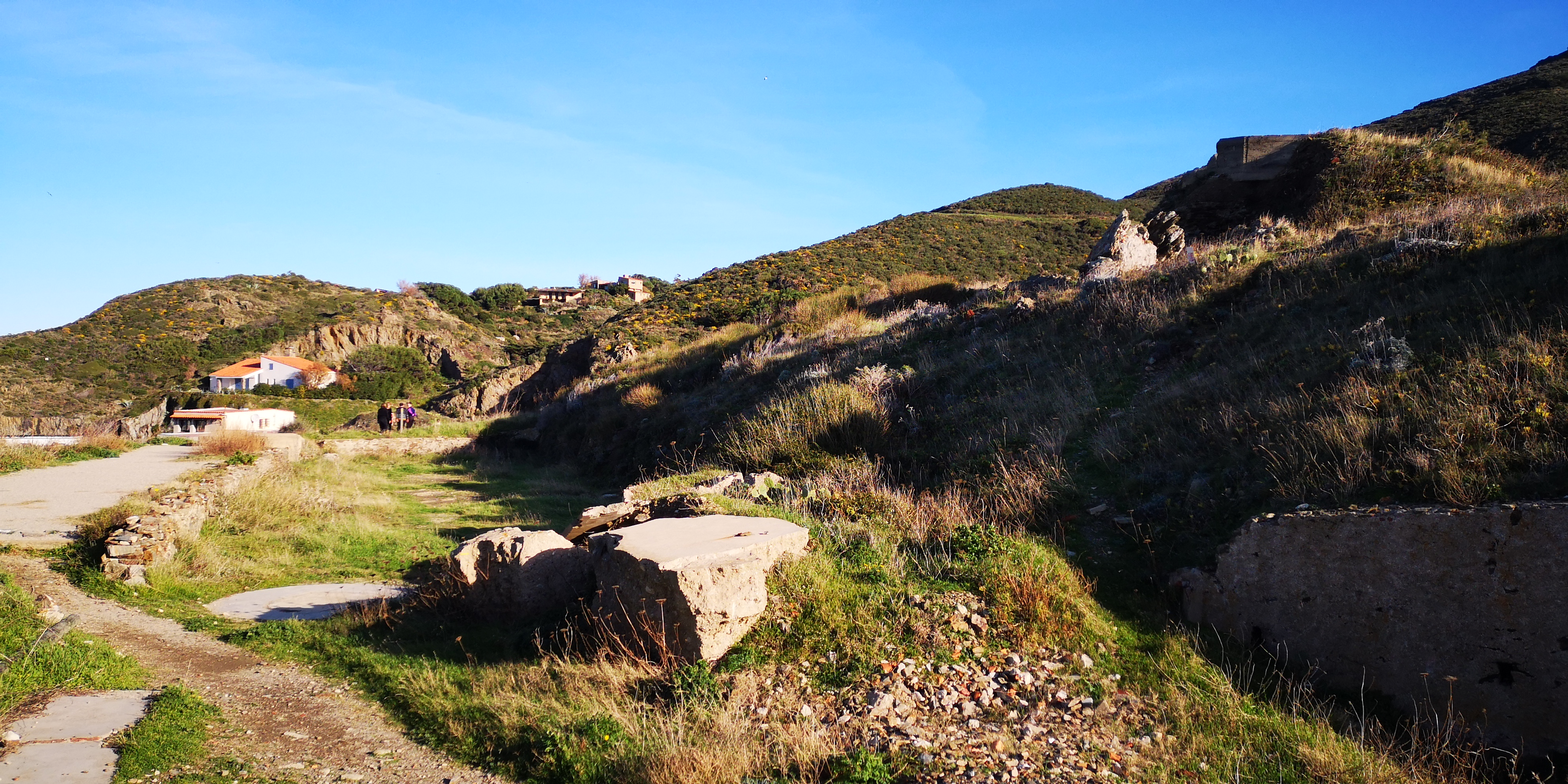
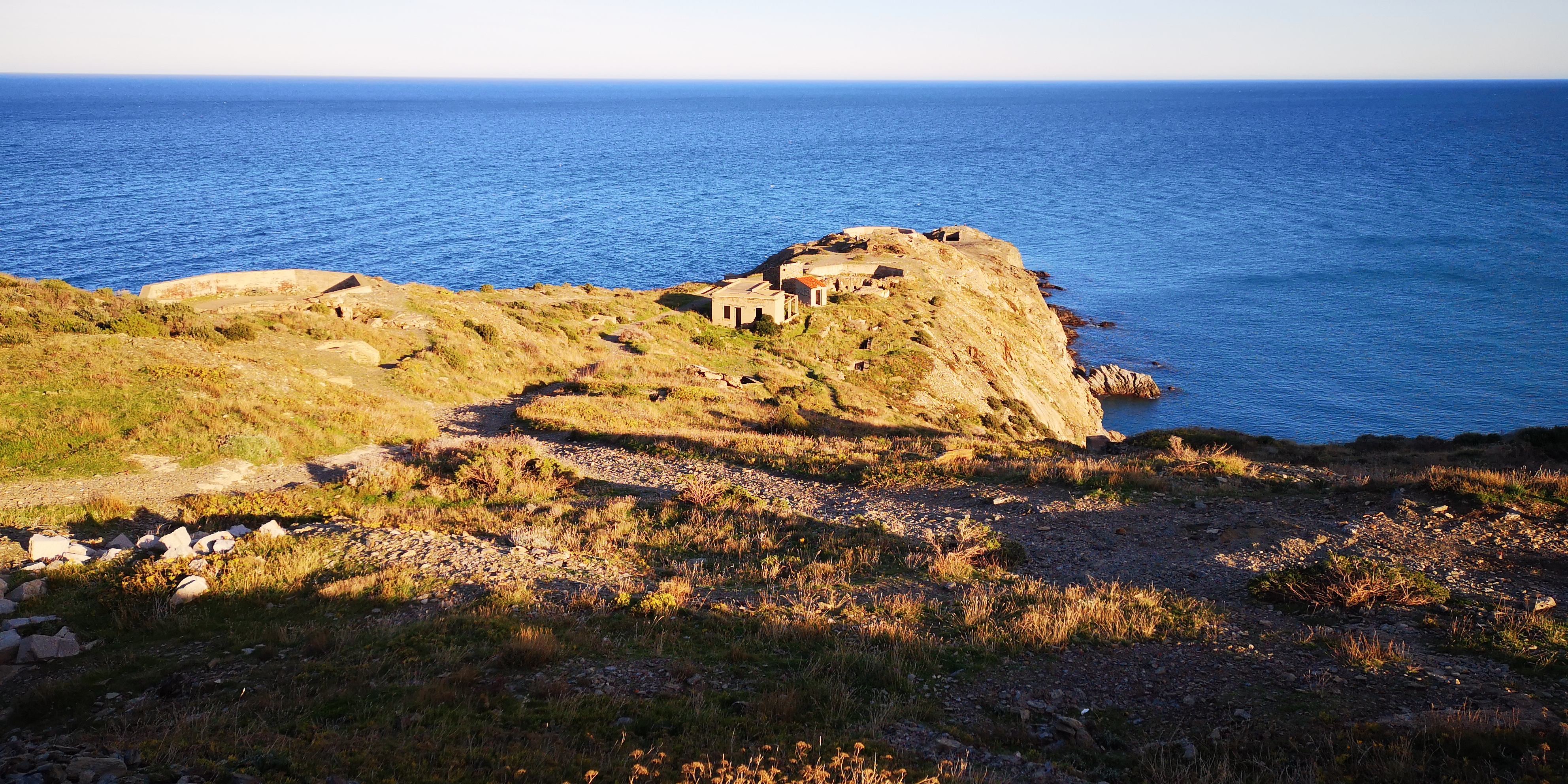
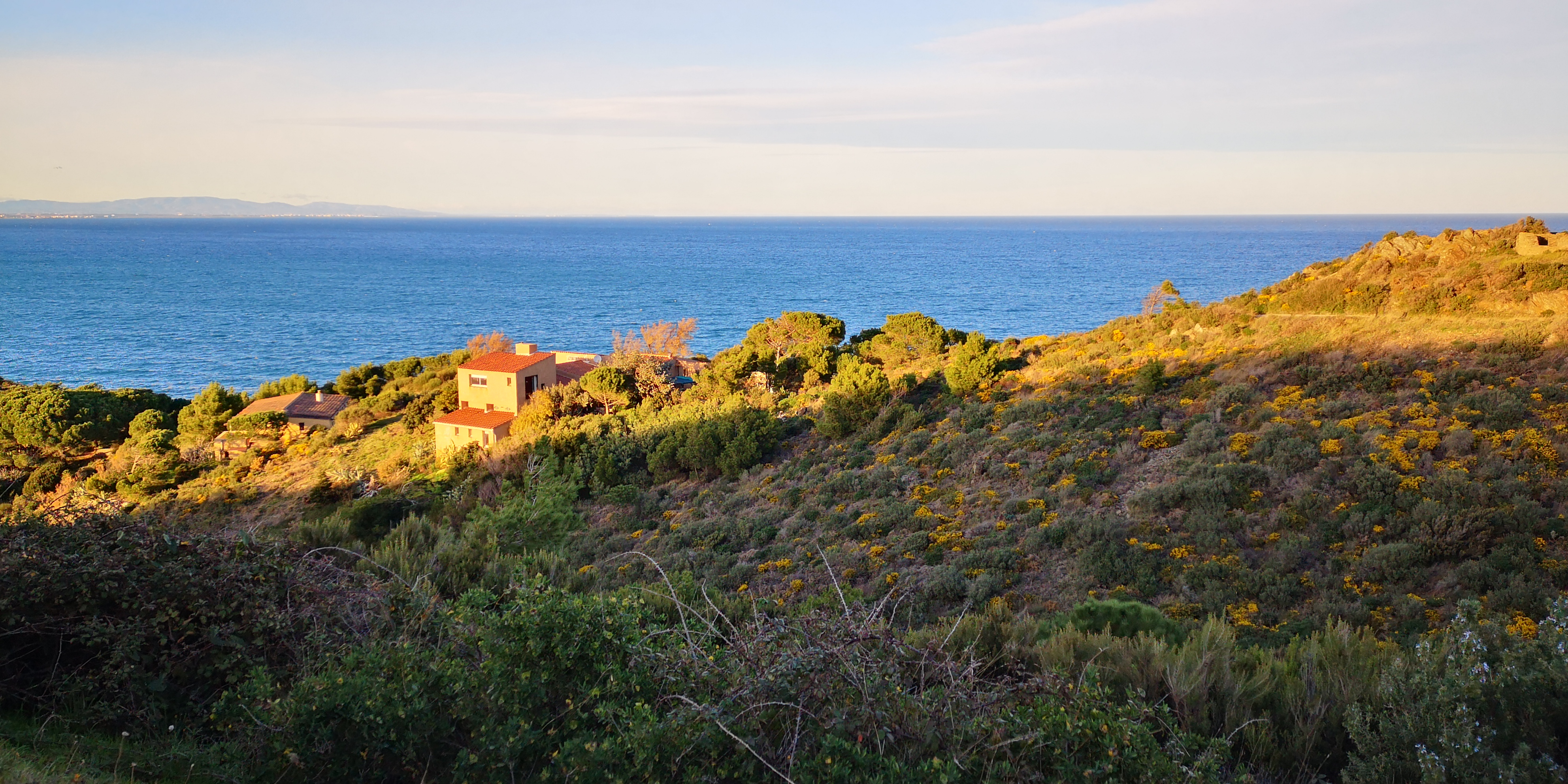

#### Zones naturelles d'intérêt écologique, faunistique et floristique
L’inventaire des zones naturelles d'intérêt écologique, faunistique et floristique (ZNIEFF) a pour objectif de réaliser une couverture des zones les plus intéressantes sur le plan écologique, essentiellement dans la perspective d’améliorer la connaissance du patrimoine naturel national et de fournir aux différents décideurs un outil d’aide à la prise en compte de l’environnement dans l’aménagement du territoire.
Six ZNIEFF de type 1 sont recensées sur la commune :
- les « cap Béar » (149 ha)[28] ;
- les « cap d'Oullestrell » (46 ha), couvrant 2 communes du département[29] ;
- la « colline du Fort Saint-Elme à Collioure » (97 ha), couvrant 2 communes du département[30] ;
- la « crête de Madeloc » (285 ha), couvrant 3 communes du département[31] ;
- la « crête du pic de la Grange » (68 ha), couvrant 2 communes du département[32] ;
- les « falaises de la Mauresque et de la Miranda » (21 ha)[33] ;

et une ZNIEFF de type 2, :
les « versants littoraux et côte rocheuse des Albères » (7 986 ha), couvrant 5 communes du département.

Carte des ZNIEFF de type 1 et 2 à Port-Vendres.
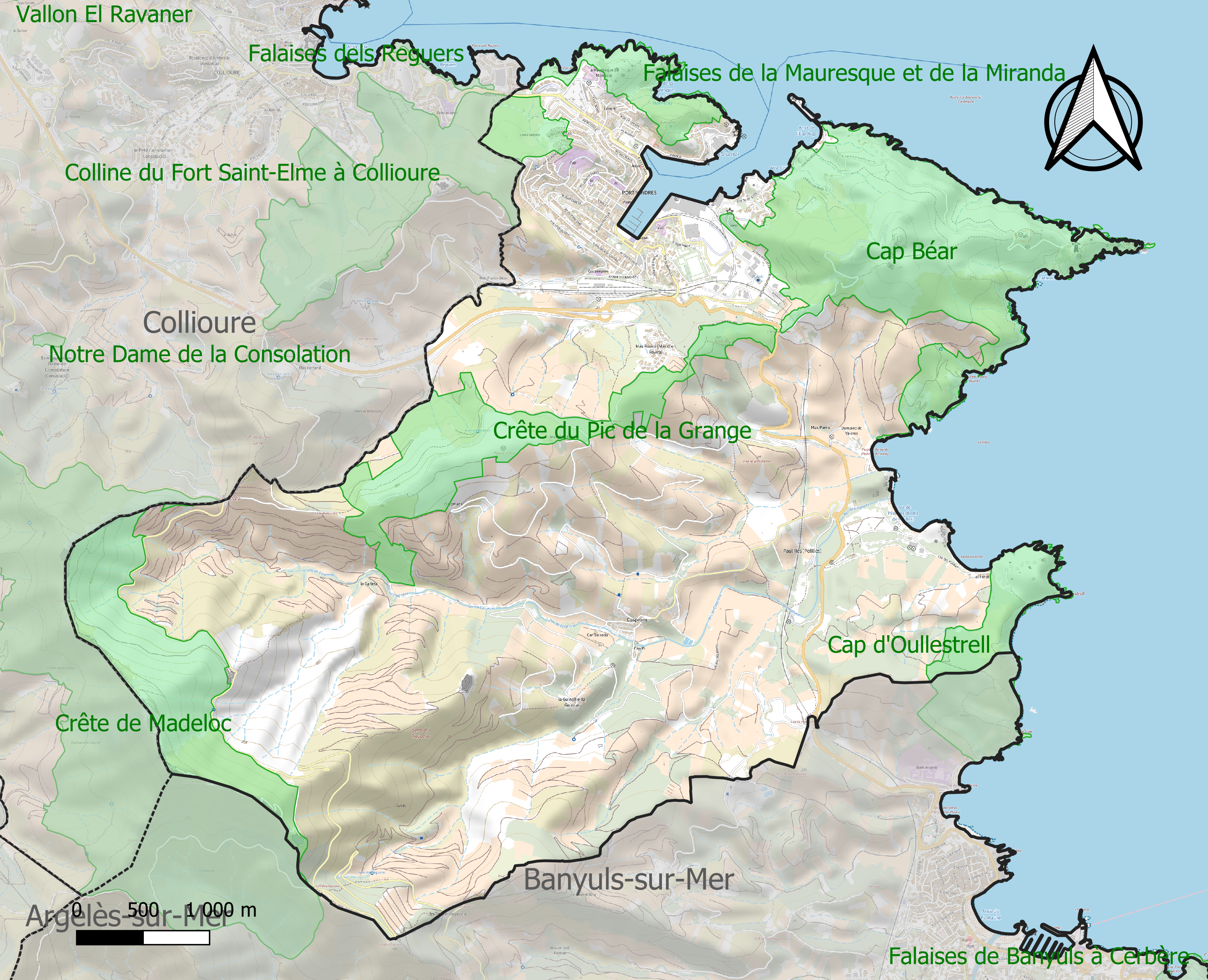
Carte des ZNIEFF de type 1 sur la commune.
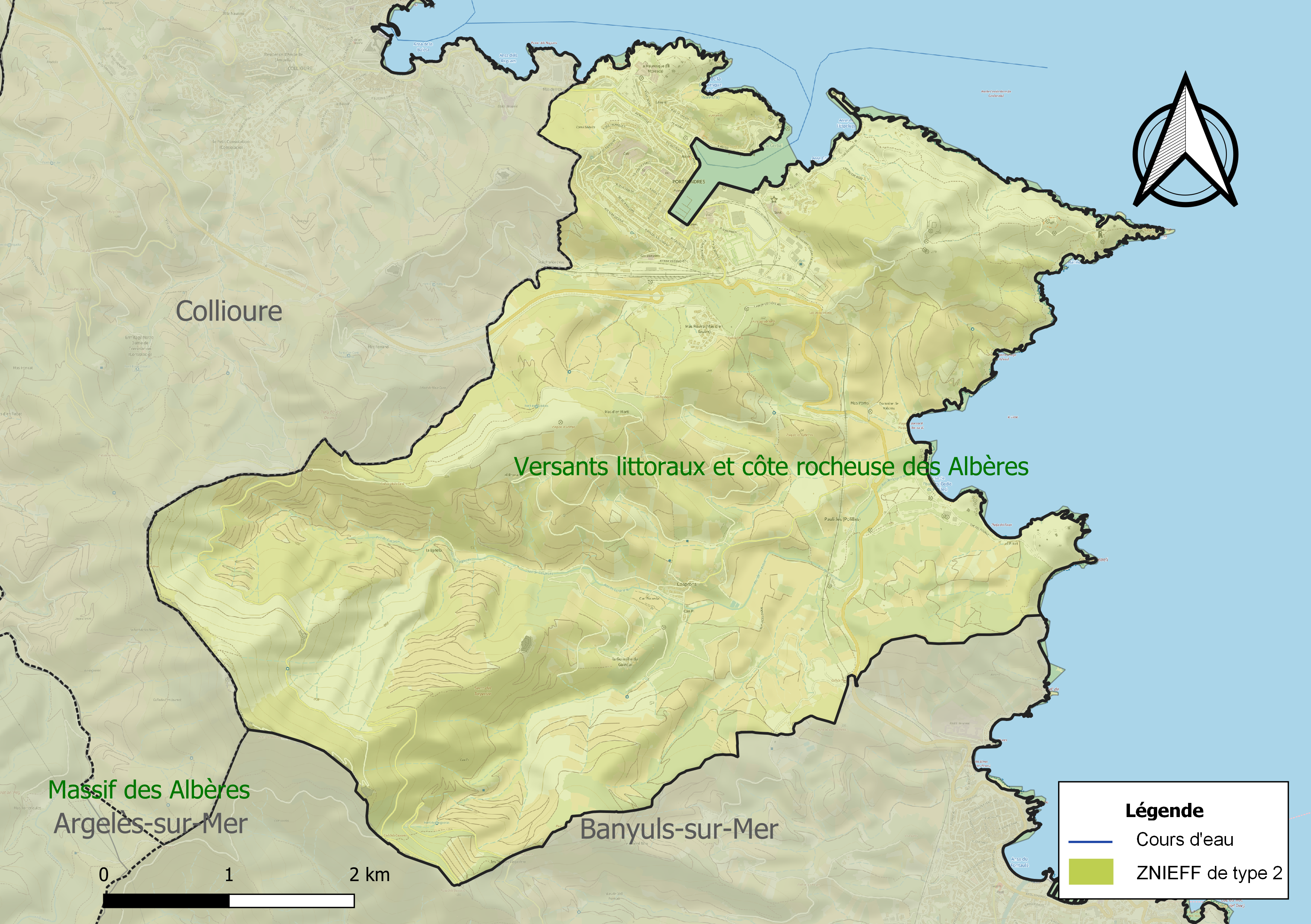
Carte de la ZNIEFF de type 2 sur la commune.

## Urbanisme

### Typologie
Au 1er janvier 2024, Port-Vendres est catégorisée bourg rural, selon la nouvelle grille communale de densité à sept niveaux définie par l'Insee en 2022.
Elle appartient à l'unité urbaine de Saint-Cyprien, une agglomération intra-départementale regroupant quatorze  communes, dont elle est une commune de la banlieue,,. La commune est en outre hors attraction des villes,.
La commune, bordée par la mer Méditerranée, est également une commune littorale au sens de la loi du 3 janvier 1986, dite loi littoral. Des dispositions spécifiques d’urbanisme s’y appliquent dès lors afin de préserver les espaces naturels, les sites, les paysages et l’équilibre écologique du littoral, tel le principe d'inconstructibilité, en dehors des espaces urbanisés, sur la bande littorale des 100 mètres, ou plus si le plan local d’urbanisme le prévoit.

### Occupation des sols
L'occupation des sols de la commune, telle qu'elle ressort de la base de données européenne d’occupation biophysique des sols Corine Land Cover (CLC), est marquée par l'importance des territoires agricoles (54,2 % en 2018), en augmentation par rapport à 1990 (53,3 %). La répartition détaillée en 2018 est la suivante :
cultures permanentes (36 %), milieux à végétation arbustive et/ou herbacée (34,7 %), zones agricoles hétérogènes (18,2 %), zones urbanisées (8,4 %), zones industrielles ou commerciales et réseaux de communication (1,6 %), eaux maritimes (1,1 %). L'évolution de l’occupation des sols de la commune et de ses infrastructures peut être observée sur les différentes représentations cartographiques du territoire : la carte de Cassini (XVIIIe siècle), la carte d'état-major (1820-1866) et les cartes ou photos aériennes de l'IGN pour la période actuelle (1950 à aujourd'hui).

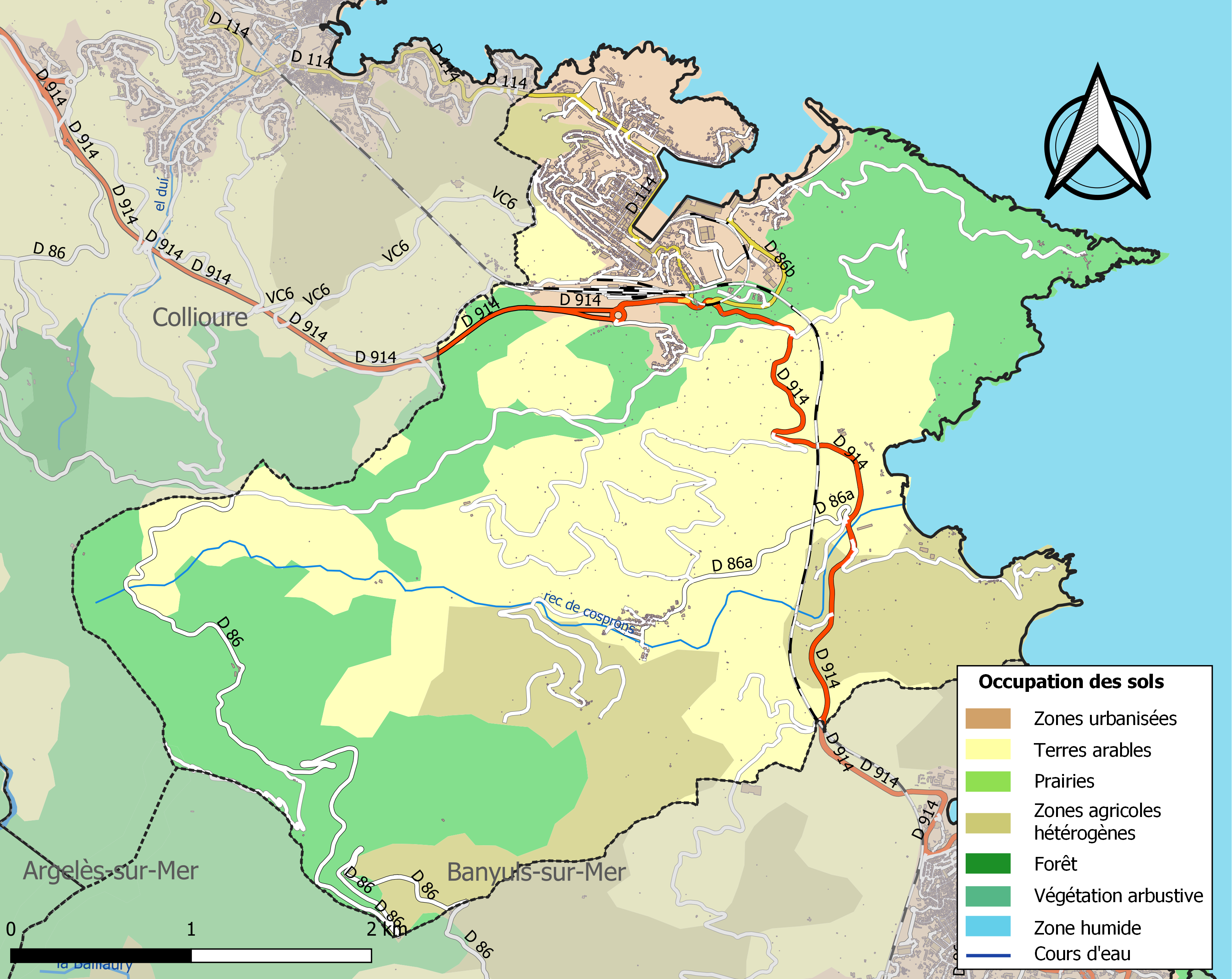
Carte des infrastructures et de l'occupation des sols de la commune en 2018 (CLC).

### Voies de communication et transports

#### Voies routières

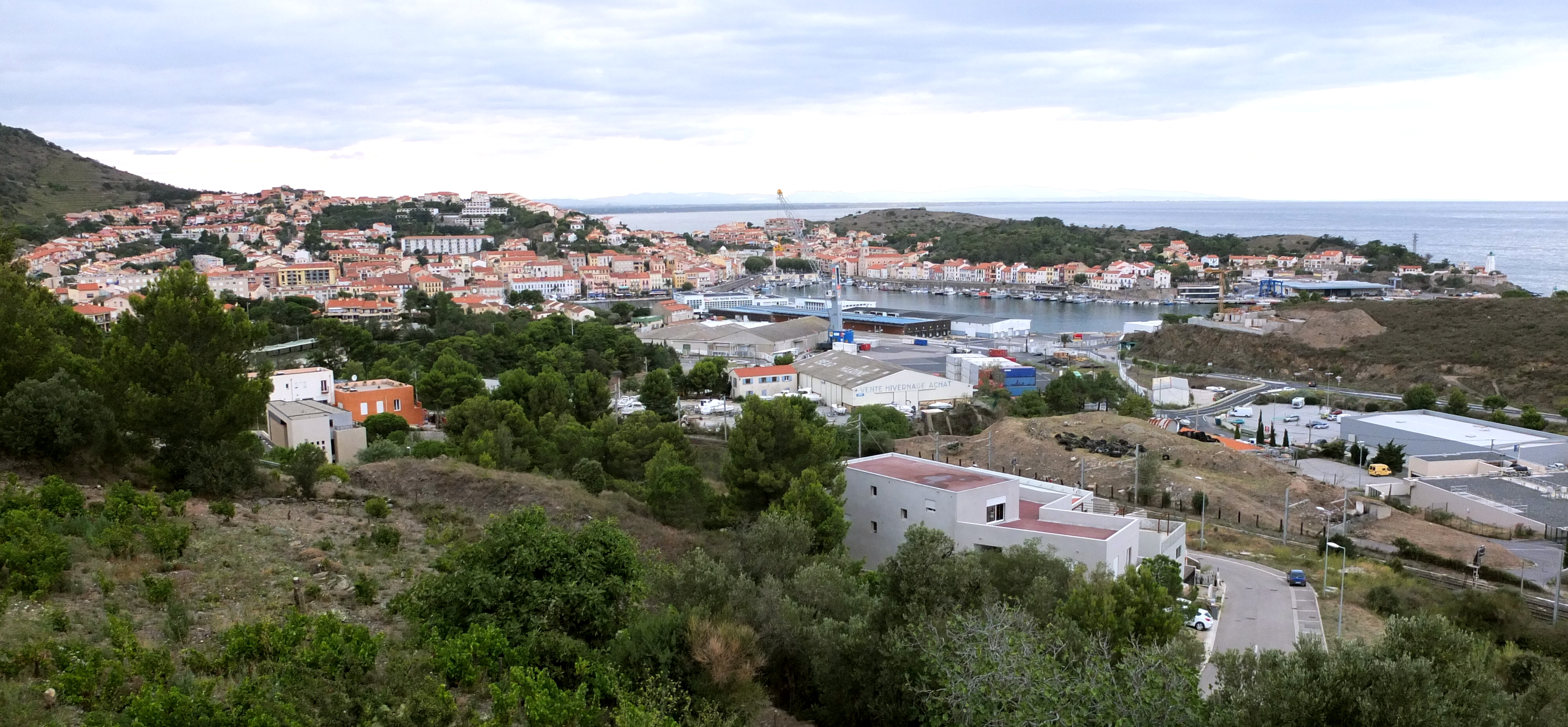
Vue génerale depuis la RN 114.

La commune est traversée par la RD 114 en direction de Collioure en passant par la côte, et par la RD 86A plus à l’intérieur, la RD 914 en direction de Banyuls-sur-Mer au sud et la voie rapide vers Elne et Perpignan.

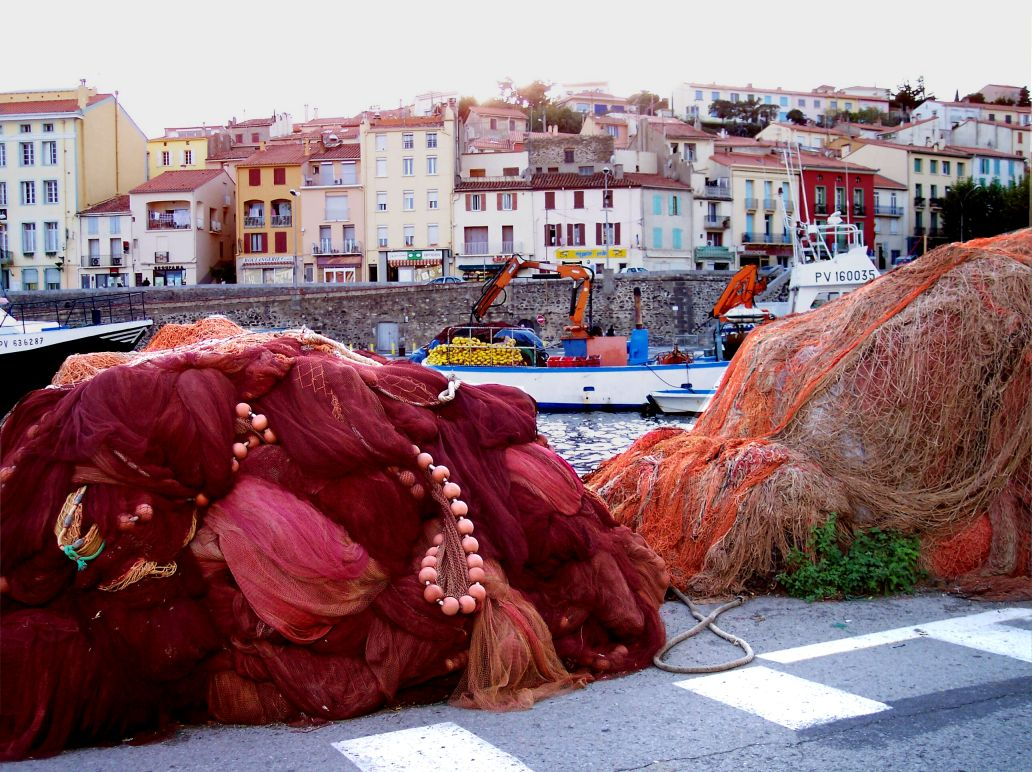
Le port.

La ligne 540 (Cerbère - Gare de Perpignan) du réseau régional liO dessert la commune.

#### Voies ferroviaires
La gare de Port-Vendres-Ville est située sur la ligne Narbonne - Port-Bou. Les gares les plus proches sont celles de Collioure et de Banyuls-sur-Mer.

#### Voies maritimes
- Port de plaisance de Port-Vendres avec 250 anneaux.
- Le port de Port-Vendres est un port de commerce fruitier international.

### Risques majeurs
Le territoire de la commune de Port-Vendres est vulnérable à différents aléas naturels : inondations, climatiques (grand froid ou canicule), feux de forêt, mouvements de terrain et séisme (sismicité modérée). Il est également exposé à un risque technologique, le transport de matières dangereuses,.

#### Risques naturels
Certaines parties du territoire communal sont susceptibles d’être affectées par le risque d’inondation par crue torrentielle de cours d'eau. La commune fait partie du territoire à risques importants d'inondation (TRI) de Perpignan-Saint-Cyprien, regroupant 43 communes du bassin de vie de l'agglomération perpignanaise, un des 31 TRI qui ont été arrêtés le 12 décembre 2012 sur le bassin Rhône-Méditerranée. Des cartes des surfaces inondables ont été établies pour trois scénarios : fréquent (crue de temps de retour de 10 ans à 30 ans), moyen (temps de retour de 100 ans à 300 ans) et extrême (temps de retour de l'ordre de 1 000 ans, qui met en défaut tout système de protection). Du fait de son exposition marine, la commune est soumise également à un risque d'effondrement de falaise et de submersion marine, due à l'action conjuguée de la montée des eaux par surélévation du plan d’eau lors des tempêtes attaquant la côte et de l’action dynamique de la houle.
Les mouvements de terrains susceptibles de se produire sur la commune sont soit des mouvements liés au retrait-gonflement des argiles, soit des glissements de terrains, soit des chutes de blocs, soit des effondrements liés à des cavités souterraines. Une cartographie nationale de l'aléa retrait-gonflement des argiles permet de connaître les sols argileux ou marneux susceptibles vis-à-vis de ce phénomène. L'inventaire national des cavités souterraines permet par ailleurs de localiser celles situées sur la commune.
Ces risques naturels sont pris en compte dans l'aménagement du territoire de la commune par le biais d'un plan de prévention des risques inondations et mouvements de terrains.

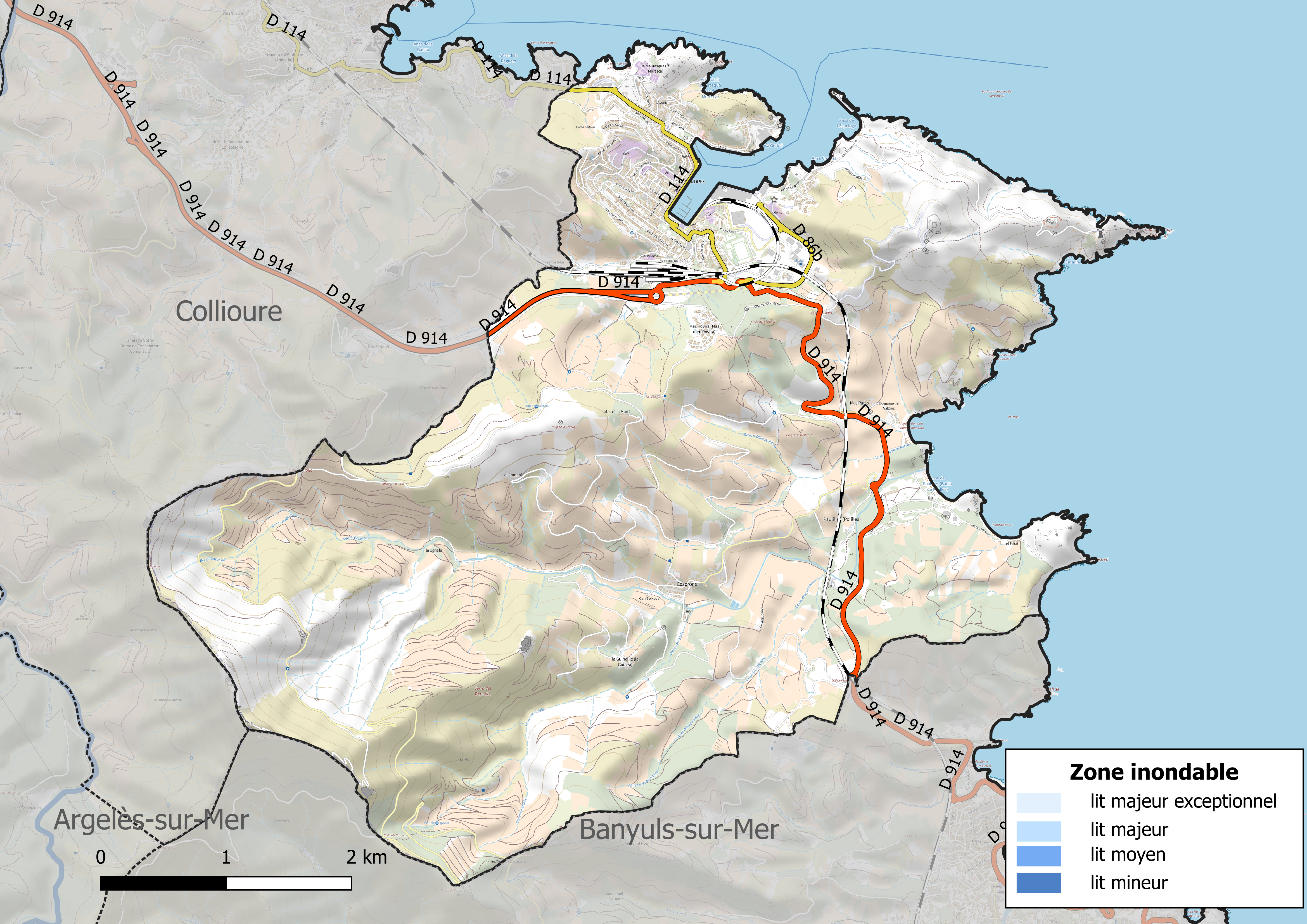
Carte des zones inondables.
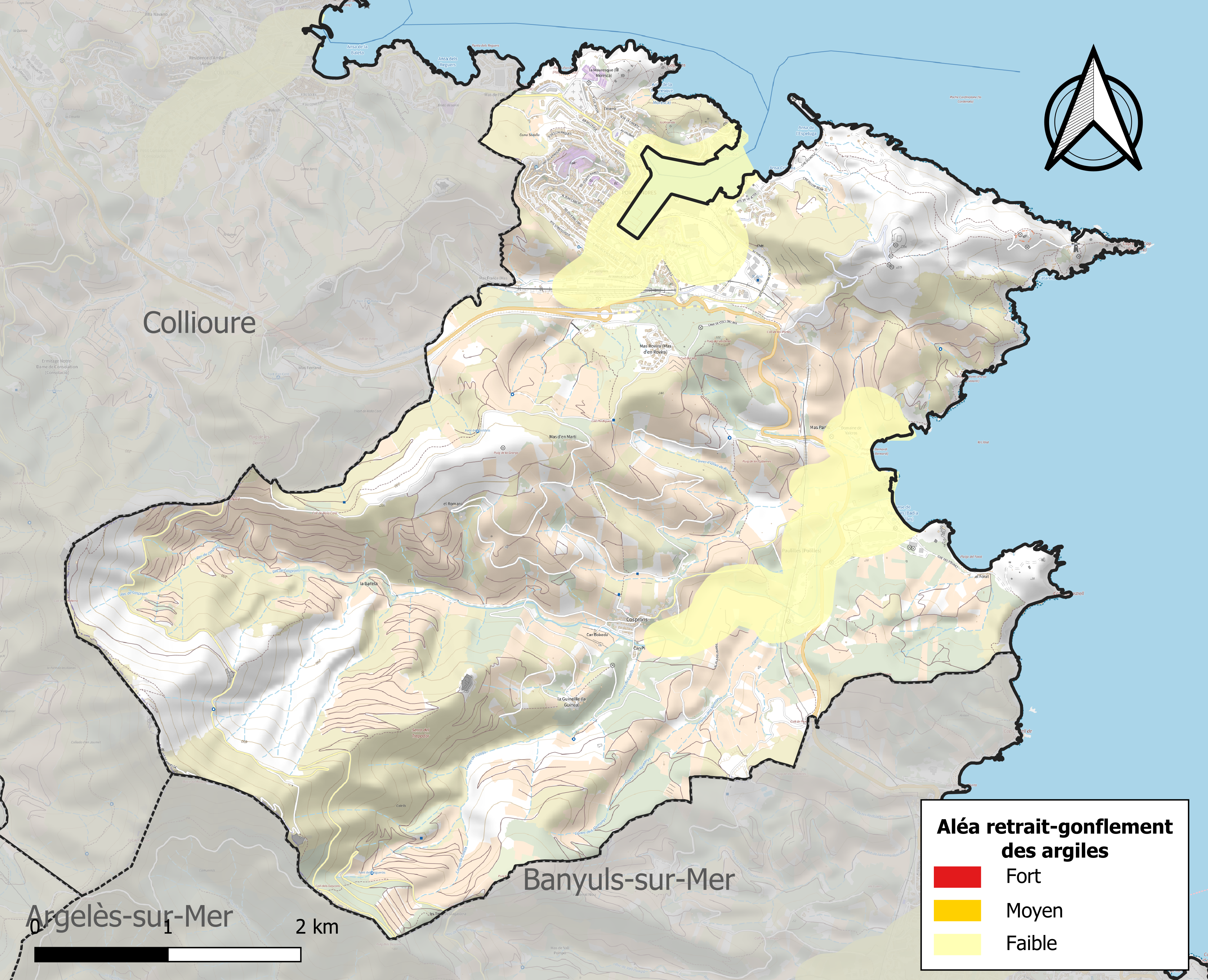
Carte des zones d'aléa retrait-gonflement des argiles.

#### Risques technologiques
Le risque de transport de matières dangereuses sur la commune est lié à sa traversée par une route à fort trafic et une ligne de chemin de fer. Un accident se produisant sur de telles infrastructures est en effet susceptible d’avoir des effets graves au bâti ou aux personnes jusqu’à 350 m, selon la nature du matériau transporté. Des dispositions d’urbanisme peuvent être préconisées en conséquence.

## Toponymie
En catalan, le nom de la commune est Port Vendres dans la graphie traditionnelle ou Portvendres dans la graphie normalisée,.
La plus ancienne graphie attestée date du Ier siècle et indique Portus Veneris, qui était, pense-t-on, un port de quarantaine ; ou bien qui signifiait "Port de Vénus" (voir "veneris" ).
Durant la Révolution française, le lieu est rebaptisé Port-la-Victoire.

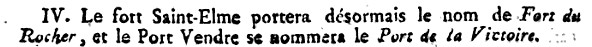
Extrait du décret du 15 prairial an II renommant le Fort-Saint-Elme et Port-Vendres.

## Histoire
(août 2012).
Si vous disposez d'ouvrages ou d'articles de référence ou si vous connaissez des sites web de qualité traitant du thème abordé ici, merci de compléter l'article en donnant les références utiles à sa vérifiabilité et en les liant à la section « Notes et références ».

### Antiquité
On entend souvent dire que Port Vendres aurait été fondée par les phéniciens pendant le VIe siècle av. J.-C. Et que par conséquent elle aurait été le premier port de commerce du Roussillon, reliant le monde occidental au monde oriental. Cependant, aucune source archéologique n'atteste ce propos qui doit être regardé avec prudence.
On dit aussi que sur l’une des falaises, au bord des flots, les Grecs ont élevé un temple à Vénus au VIIe siècle av. J.-C., identique à tous ceux de la Grèce. Vénus, qui venait d'émigrer aux grèves de la Gaule,serait devenue la Vénus pyrénéenne, hommage rendu aux habitants qui peuplaient le versant nord de ces montagnes. Cette idée n'est pas non plus corroborée par l'archéologie. Seule la toponymie (Portus Veneris, le port de Vénus) tendrait à l'accréditer. Les fouilles subaquatiques de l'épave de Port-Vendres 9 ont mis au jour de nombreux vestiges architecturaux issus d'un temple antique : il est maintenant acquis qu'ils ne proviennent pas de Port-Vendres mais ont constitué le lest d'un navire, et sont issus de la démolition d'un édifice de culte à l'antiquité tardive. Ils ne peuvent donc être regardés comme une preuve de la présence à Port-Vendres d'un temple de Vénus.
Les nombreuses fouilles archéologiques subaquatiques, réalisées par l'ARESMAR sur Port-Vendres, démontrent qu'au début de notre ère il ne s'agissait pas d'un port à proprement parler, mais d'un abri situé sur la liaison Tarragone - Empuries - Narbonne. En effet, l'Anse Gerbal, à l'emplacement de la criée actuelle, présentait un havre permettant aux navire rencontrant des difficultés à franchir le Cap Béar de s'abriter. Néanmoins, son entrée est difficile à négocier par forte tramontane et plusieurs navires se sont échoués au pied de la Redoute Béar entre le Ier et le Ve siècle de notre ère.

### Moyen Âge

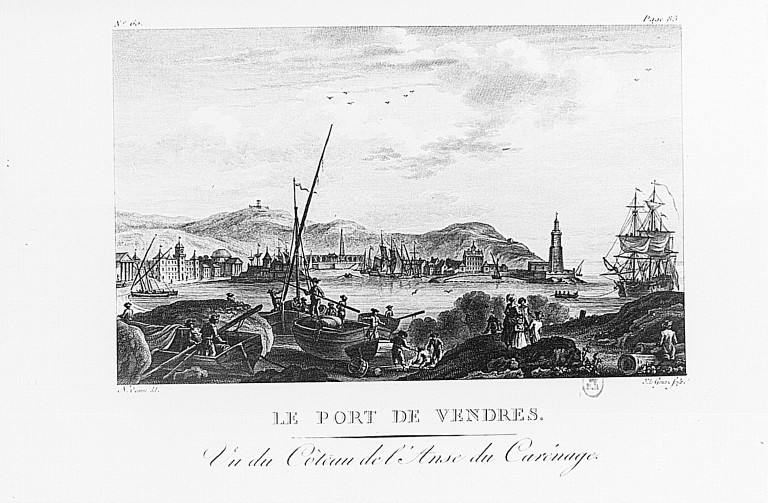
Le port de Port-Vendres au XVIII.

La ville fut abandonnée peu à peu, à cause de sa localisation, mais sans réellement s'éteindre, puisqu'en 1272 on retrouve dans le testament de Jacques Ier le Conquérant une mention de la ville de « Port-Vendre de Collioure », indiquant que Port-Vendres et Collioure étaient réunies en une seule commune, qui se sont ensuite séparées naturellement, car celles-ci étaient géographiquement séparées.

### Période moderne

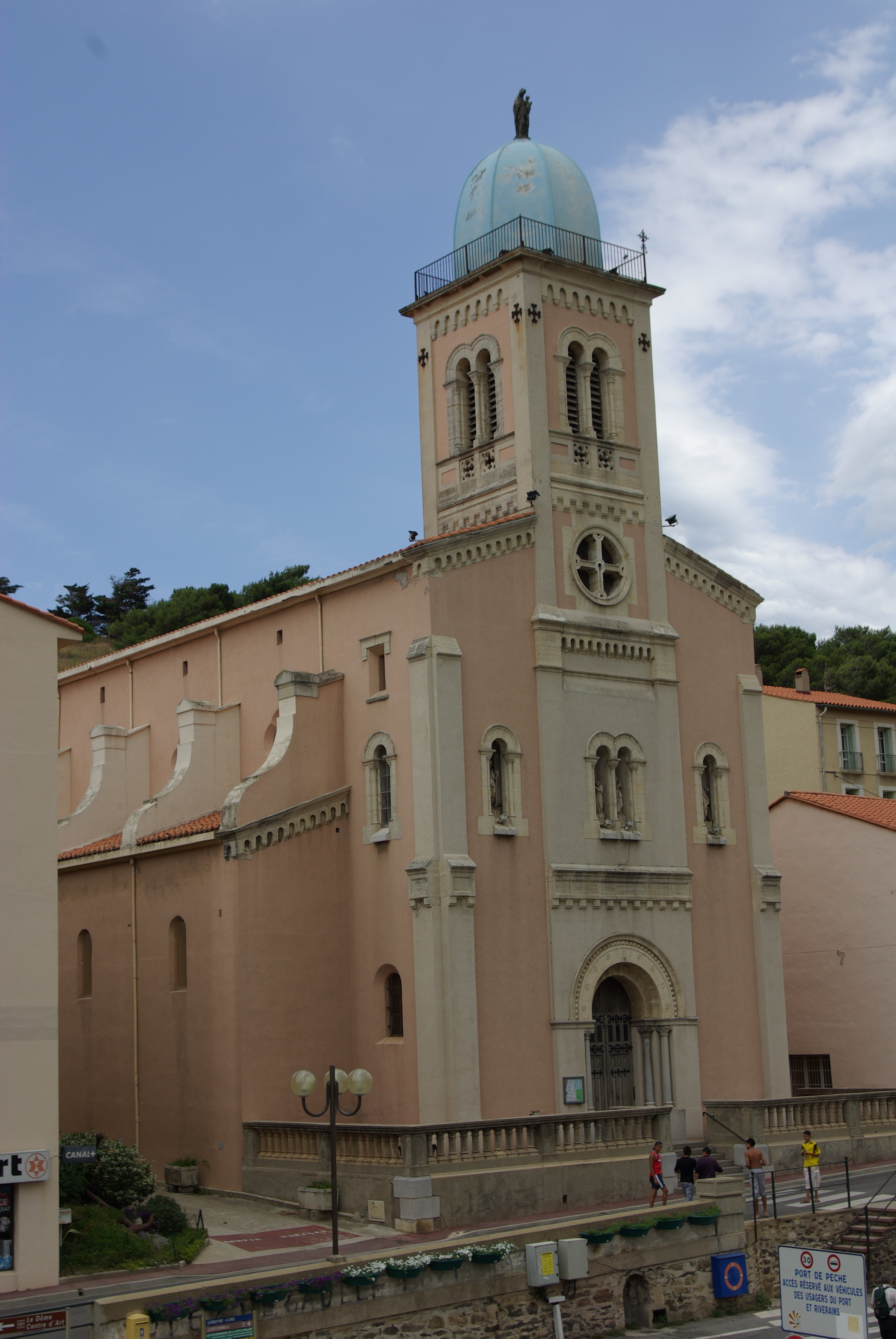
Église Notre-Dame de Bonne Nouvelle

Malheureusement, l'abandon a laissé la ville se dégrader. En 1599, des travaux de rénovations sont lancés durant tout le siècle à l'amélioration du port, perçage de quelques rues, constructions de nouvelles habitations, constructions de quais et de débarcadères plus commodes.
Les Espagnols tentèrent un débarquement en 1690 puis réussissent leur entreprise en 1794, et Port-Vendres tombe en leur pouvoir, ainsi que Collioure anciennement réunis. Ils seront expulsés l'année suivante par les Français.
 Il y avait durant le Directoire un bureau des douanes désigné pour l'exportation du tabac.
La commodité de la rade, ouverte seulement au nord-est, protège le bassin. Elle offre un refuge aux navires menacés par les tempêtes du Golfe du Lion qui ne peuvent pas regagner les ports de Sète ou de Marseille, trop éloignés. Port-Vendres était une bonne position pour une escadre destinée à agir sur les côtes voisines.
Un nouveau port de galère est creusé en 1700, par nécessité d'abriter de nombreux bateaux de guerre, mais après de nombreuses difficultés, la construction fut abandonnée en l'état en 1709, avant d'être reprise et terminée 63 ans plus tard.
Augustin-Joseph de Mailly ré-organise Port-Vendres qu’il veut comme Perpignan la représentation idéale d’une ville maçonnique. Il y fait construire un port profond et à l'abri des vents. Outre le port moderne, en 15 années (1770-1785), il complète la ville, trace et perce quelques petites rues, construit de nouvelles habitations sur un plan uniforme, rectifie des alignements, construit des quais et des débarcadères commodes. Pour marquer d'un symbole la naissance de Port-Vendres, Louis XVI permet à la province de faire ériger à sa gloire le premier monument élevé en France en son honneur, l'obélisque de Port-Vendres, au cours des années 1780.

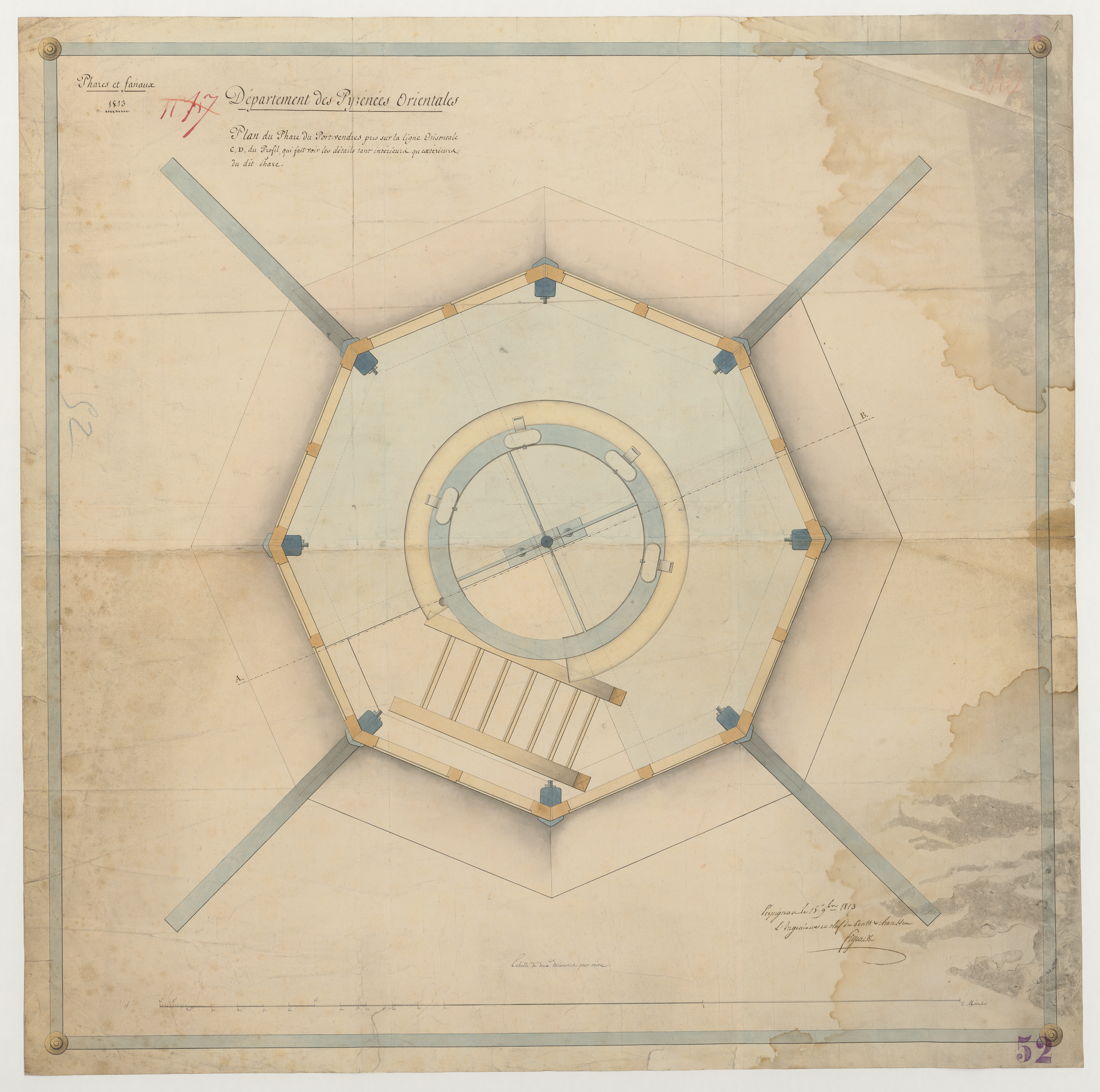
Plan du phare de Port-Vendres (1813).

La commune de Port-Vendres est créée le 23 avril 1823 à partir de territoires distraits des communes de Collioure et de Banyuls-sur-Mer. Elle est alors rattachée au Canton d'Argelès-sur-Mer jusqu'en 1973. 

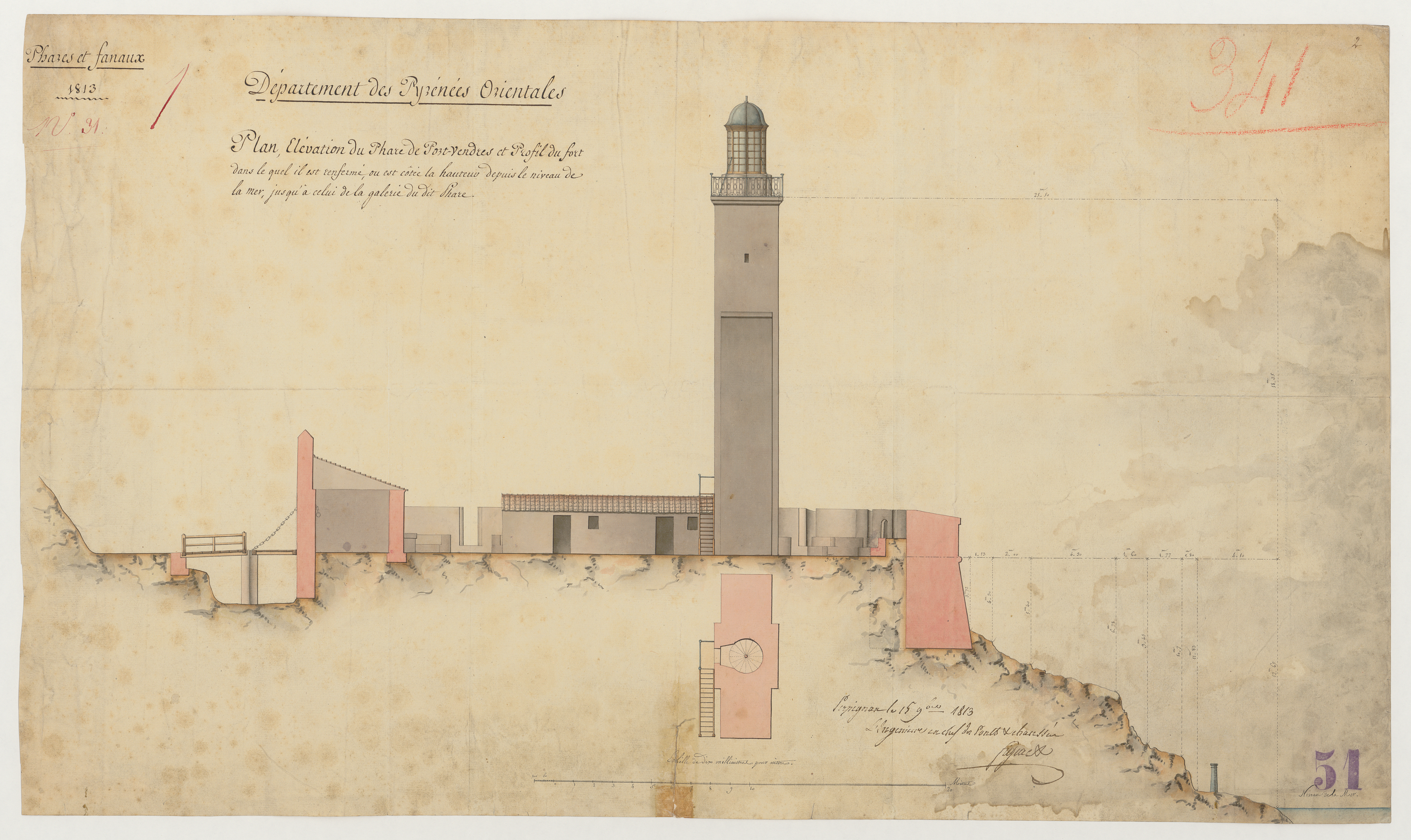
Plan, élévation du phare de Port-Vendres et profil du fort dans lequel il est renfermé (1813).

### Période contemporaine
Lors de la Retirada, deux navires commerciaux, l’Asni et le Maréchal Lyautey sont ancrés à Port-Vendres pour servir de navires sanitaires et soigner les blessés de l’armée populaire de la République espagnole réfugiés en France.
Port-Vendres fut un des ports d'embarquement prévus en juin 1940 pour le déménagement du gouvernement Reynaud en Algérie, projet qui avorta à la suite des manœuvres du maréchal Pétain qui aboutirent à la création du régime de Vichy.[réf. nécessaire]
À partir du 12 novembre 1942, l’armée allemande occupe Port-Vendres et transforme la côte rocheuse roussillonnaise pour, d’une part, protéger la dynamiterie de Paulilles et la région d’un éventuel débarquement et d’autre part, affirmer Port-Vendres comme port stratégique pour le transit des convois de minerai de fer et de nitrate arrivant d’Espagne.
Des murs antichars sont construits sur les plages des Elmes et de Paulilles. Un champ de mines sous-marines est établi autour du Cap Béar. L’occupant truffe les reliefs rocheux escarpés de casemates où sont installées des pièces d’artillerie.
Une flottille de protection du port et des parages est constituée de bateaux de pêche faiblement armés. Les bâtiments les plus importants de la Kriegsmarine sont quelques unités du Groupe F de la 6e Sicherungsflottille, incluant les SG11 ex-Alice Robert et SG21 ex-Amiral Sénès qui font relâche à Port-Vendres entre les missions d’escorte de cargos venant d’Espagne et à destination de Sète ou Marseille. Cette importance stratégique fait de Port-Vendres une cible pour les Alliés.
En 1943 et 1944, plusieurs navires arrivant ou quittant Port-Vendres sont torpillés par des sous-marins anglais de la classe Umpire : le Saint Lucien (par le HMS Unruly), le Saumur (par le HMS Upstart), l’Astrée (par le HMS Untiring) et l’escorteur rapide de la Kriegsmarine SG11 ex-Alice Robert (par le HMS Ultor).
Le 19 août 1944, les Allemands fuirent la région alors qu'ils l'occupaient, et firent sauter leurs entrepôts de munitions et d'armes, ne voulant pas les abandonner derrière eux. Le plus gros danger était celui formé par les mines marines qu'ils avaient disposées en prévision d'un débarquement allié. C'est donc ce jour-là, après avoir évacué les habitants, que les Allemands mirent à feu ces mines, détruisant les installations portuaires et les habitations voisines.
En juin 1962, au moment de l’indépendance de l’Algérie, de nombreux Pieds-Noirs sont rapatriés en France métropolitaine, notamment à bord de cargos débarquant à Port-Vendres avec Bertrand ullmann

## Politique et administration

### Communauté de communes de la Côte Vermeille
Créée le 31 octobre 2001, la communauté de communes de la Côte Vermeille est composée de quatre communes : Port-Vendres qui abrite le siège, Collioure, Banyuls-sur-Mer et Cerbère, pour une superficie de 78,40 km2 et une population totale de 15 058 habitants. Le Président est M. Antoine Parra.

### Liste des maires
| Période                                  | Période        | Identité              | Étiquette                           | Qualité                              |
| ---------------------------------------- | -------------- | --------------------- | ----------------------------------- | ------------------------------------ |
| Les données manquantes sont à compléter. |                |                       |                                     |                                      |
|                                          |                |                       |                                     |                                      |
| juin 1823                                | janvier 1826   | Roger                 |                                     |                                      |
| janvier 1826                             | octobre 1827   | Honoré Pi             |                                     |                                      |
| octobre 1827                             | juin 1831      | Joseph Mas            |                                     |                                      |
| juin 1831                                | novembre 1831  | Dominique Campa-Dateu |                                     |                                      |
| novembre 1831                            | août 1834      | Louis Colomer         |                                     |                                      |
| août 1834                                | novembre 1836  | Antoine Marginèdes    |                                     |                                      |
| novembre 1836                            | janvier 1853   | Honoré Pi             |                                     |                                      |
| janvier 1853                             | août 1863      | Charles Penchinat     |                                     | Médecin et naturaliste.              |
| août 1863                                | janvier 1866   | François Llobet       |                                     |                                      |
| janvier 1866                             | septembre 1870 | Bonaventure Reig      |                                     |                                      |
| septembre 1870                           | février 1874   | Henri Belieu          |                                     |                                      |
| février 1874                             | janvier 1881   | François Colomer      |                                     |                                      |
| janvier 1881                             | juillet 1884   | Henri Belieu          |                                     |                                      |
| juillet 1884                             | mai 1930       | Pierre Forgas         |                                     |                                      |
| mai 1930                                 | avril 1941     | Marius Demonte        | Radical-socialiste                  |                                      |
| avril 1941                               | septembre 1944 | Camille Augé          |                                     |                                      |
| septembre 1944                           | mai 1945       | Marius Demonte        | Radical-socialiste                  |                                      |
| mai 1945                                 | janvier 1946   | Jean Parcé            |                                     |                                      |
| janvier 1946                             | juillet 1946   | Louis Dourou          |                                     |                                      |
| juillet 1946                             | août 1948      | Raoul Torreilles      |                                     |                                      |
| août 1948                                | avril 1961     | Paul Cervello         | Radical-socialiste[réf. nécessaire] |                                      |
| avril 1961                               | mars 1965      | Henri Conte           |                                     |                                      |
| mars 1965                                | avril 1967     | Henri Garidou         |                                     |                                      |
| avril 1967                               | mars 1977      | André Parès-Dandre    |                                     |                                      |
| mars 1977                                | mars 2001      | Jean-Jacques Vila     | RPR                                 |                                      |
| mars 2001                                | 2003           | Jean Capallère        | PS                                  |                                      |
| 2003                                     | mars 2008      | Michel Strehaiano     | PS                                  |                                      |
| mars 2008                                | mai 2020       | Jean-Pierre Romero    | UMP puis LR                         | Sénateur suppléant                   |
| mai 2020                                 | En cours       | Grégory Marty         | Oui au Pays Catalan-DVD             | Conseiller départemental depuis 2021 |

### Liste des gouverneurs sous l'ancien ŕégime
- Jean Sclafer de Reniac de Faget[63],  chevalier de l’Ordre royal et militaire de Saint-Louis (sous le règne de Louis XV)
- Charles de Mirman, chevalier de l’Ordre royal et militaire de Saint-Louis, nommé  commandant de la place pour le roi Louis XIV en 1709

### Instances judiciaires et administratives
Port-Vendres dépend du tribunal d'instance, du tribunal de grande instance, du Conseil des Prud'hommes et du tribunal pour enfants de Perpignan.
Elle dépend de la cour d'appel, et du tribunal administratif de Montpellier et de la cour administrative d'appel de Marseille.

### Politique environnementale
La déchèterie la plus proche se trouve à 7,3 km, lieu-dit « des Cosprons », à Port-Vendres.

### Jumelages

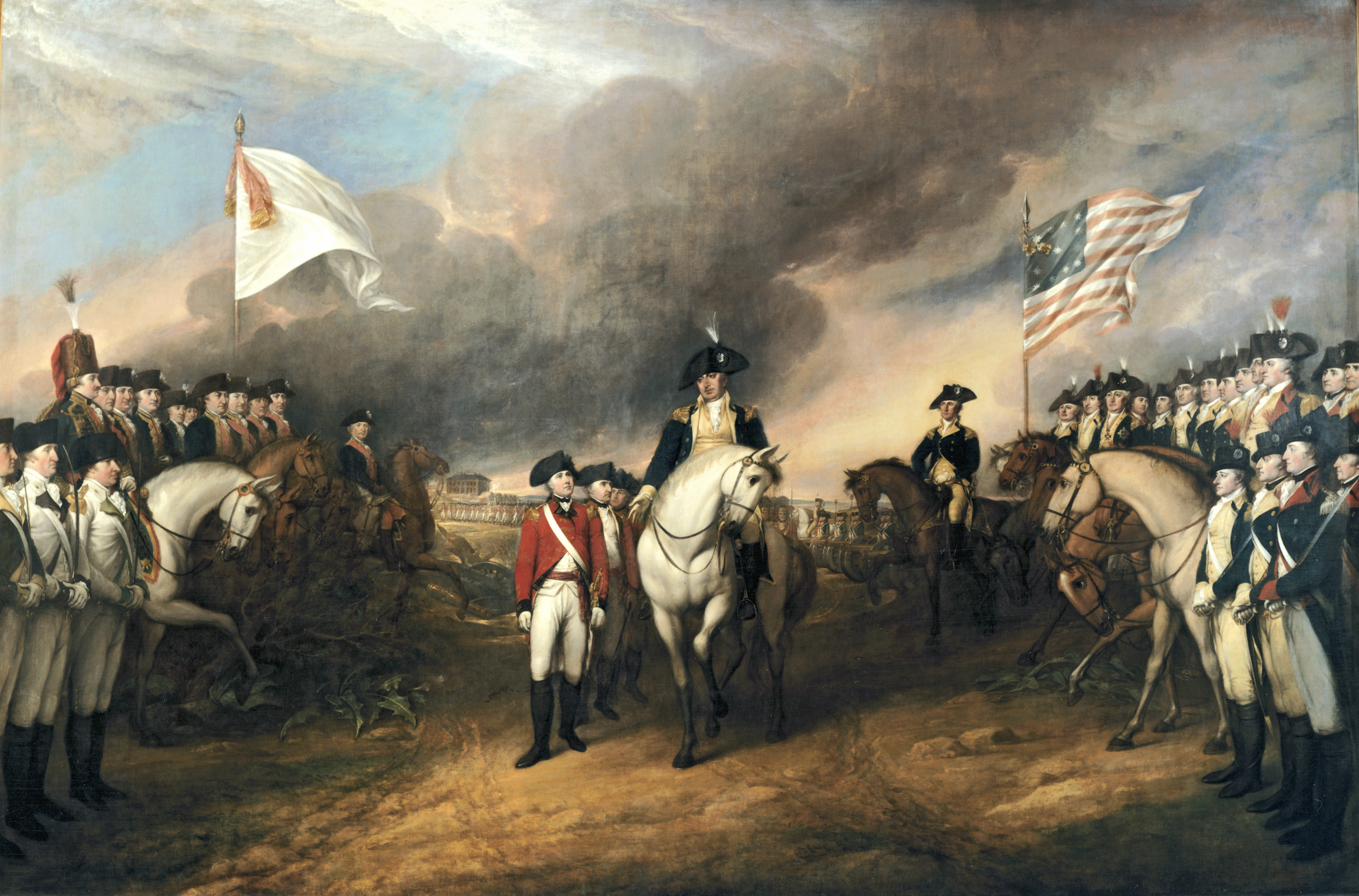
Reddition de Cornwallis aux Français et aux Américains à Yorktown en 1781.

Depuis 1990, Port-Vendres est jumelée avec Yorktown (Virginie) (66 134 hab.).  
Ce jumelage s'explique par des liens historiques. Port-Vendres a été le port d'embarquement de régiments français envoyés par Louis XVI pour aider les insurgés américains face aux Britanniques durant le siège de Yorktown. Un des bas-reliefs de l'obélisque de Port-Vendres fait référence à l'indépendance américaine acquise en 1781 à Yorktown grâce aux troupes parties de Port-Vendres.
Le 28 novembre 2016, le conseil municipal vote à l'unanimité la décision de passer un accord de jumelage avec la commune de Sóller située sur la côte nord-ouest et au pied de la Serra de Tramuntana de l'île de Majorque. Le jumelage devient officiel le 13 juillet 2018.

## Population et société

### Démographie
L'évolution du nombre d'habitants est connue à travers les recensements de la population effectués dans la commune depuis 1831. Pour les communes de moins de 10 000 habitants, une enquête de recensement portant sur toute la population est réalisée tous les cinq ans, les populations de référence des années intermédiaires étant quant à elles estimées par interpolation ou extrapolation. Pour la commune, le premier recensement exhaustif entrant dans le cadre du nouveau dispositif a été réalisé en 2004.

En 2022, la commune comptait 3 976 habitants, en évolution de −5,04 % par rapport à 2016 (Pyrénées-Orientales : +3,92 %, France hors Mayotte : +2,11 %).
| 1831 | 1836 | 1841  | 1846  | 1851  | 1856  | 1861  | 1866  | 1872  |
| ---- | ---- | ----- | ----- | ----- | ----- | ----- | ----- | ----- |
| 676  | 800  | 1 157 | 1 206 | 2 005 | 1 671 | 1 832 | 2 364 | 2 188 |

| 1876  | 1881  | 1886  | 1891  | 1896  | 1901  | 1906  | 1911  | 1921  |
| ----- | ----- | ----- | ----- | ----- | ----- | ----- | ----- | ----- |
| 2 108 | 3 311 | 3 003 | 3 051 | 2 836 | 2 851 | 2 919 | 2 972 | 3 102 |

| 1926  | 1931  | 1936  | 1946  | 1954  | 1962  | 1968  | 1975  | 1982  |
| ----- | ----- | ----- | ----- | ----- | ----- | ----- | ----- | ----- |
| 3 069 | 3 010 | 3 515 | 3 383 | 4 180 | 4 504 | 5 705 | 5 613 | 5 246 |

| 1990  | 1999  | 2004  | 2006  | 2009  | 2014  | 2019  | 2022  | - |
| ----- | ----- | ----- | ----- | ----- | ----- | ----- | ----- | - |
| 5 370 | 5 881 | 4 579 | 4 478 | 4 279 | 4 200 | 4 016 | 3 976 | - |

Note : Avant 1823, la population de Port-Vendres est recensée avec celles des communes de Collioure et Banyuls-sur-Mer.
| Sujet                                       | 1999  | 2004  |
| ------------------------------------------- | ----- | ----- |
| Nombre d'habitants                          | 5 883 | 4 579 |
| Pourcentage d'hommes                        | 50.1% | 46.7% |
| Pourcentage de femmes                       | 49.9% | 53.3% |
| Population masculine âgée de 0 à 19 ans     | 20.3% | 22.3% |
| Population masculine âgée de 20 à 39 ans    | 23.7% | 22.3% |
| Population masculine âgée de 40 à 59 ans    | 24.3% | 25.6% |
| Population masculine âgée de plus de 59 ans | 31.7% | 29.7% |
| Population féminine âgée de 0 à 19 ans      | 17.6% | 18.8% |
| Population féminine âgée de 20 à 39 ans     | 23.0% | 21.1% |
| Population féminine âgée de 40 à 59 ans     | 20.9% | 23.2% |
| Population féminine âgée de plus de 59 ans  | 38.5% | 36.8% |

| selon la population municipale des années : | 1968 | 1975 | 1982 | 1990 | 1999 | 2006 | 2009 | 2013 |
| Rang de la commune dans le département      | 5    | 7    | 12   | 14   | 13   | 21   | 23   | 24   |
| Nombre de communes du département           | 232  | 217  | 220  | 225  | 226  | 226  | 226  | 226  |

### Enseignement
- Crèche Les P’tits Mousses
- École Pasteur
- Collège de la Côte Vermeille
- IME La Mauresque

### Manifestations culturelles et festivités
- Fête patronale et communale : 21 novembre[74] ;
- Fête des pêcheurs : fin juillet[74] (fête de la Saint-Pierre, patron des pêcheurs) ;
- Cavalcade de Printemps (mars) ;
- Vide-Grenier de Printemps (mai) ;
- Feu d'artifice du 14 juillet ;
- Fête catalane (fin juillet) ;
- Forum des associations (septembre) ;
- Expositions artistiques temporaires au Centre d'Art du Dôme et au Centre culturel.

### Santé
L'hôpital le plus proche se trouve à Perpignan, mais la commune dispose de sept médecins généralistes, trois dentistes, deux pharmacies et d'une maison de retraite.

### Sports

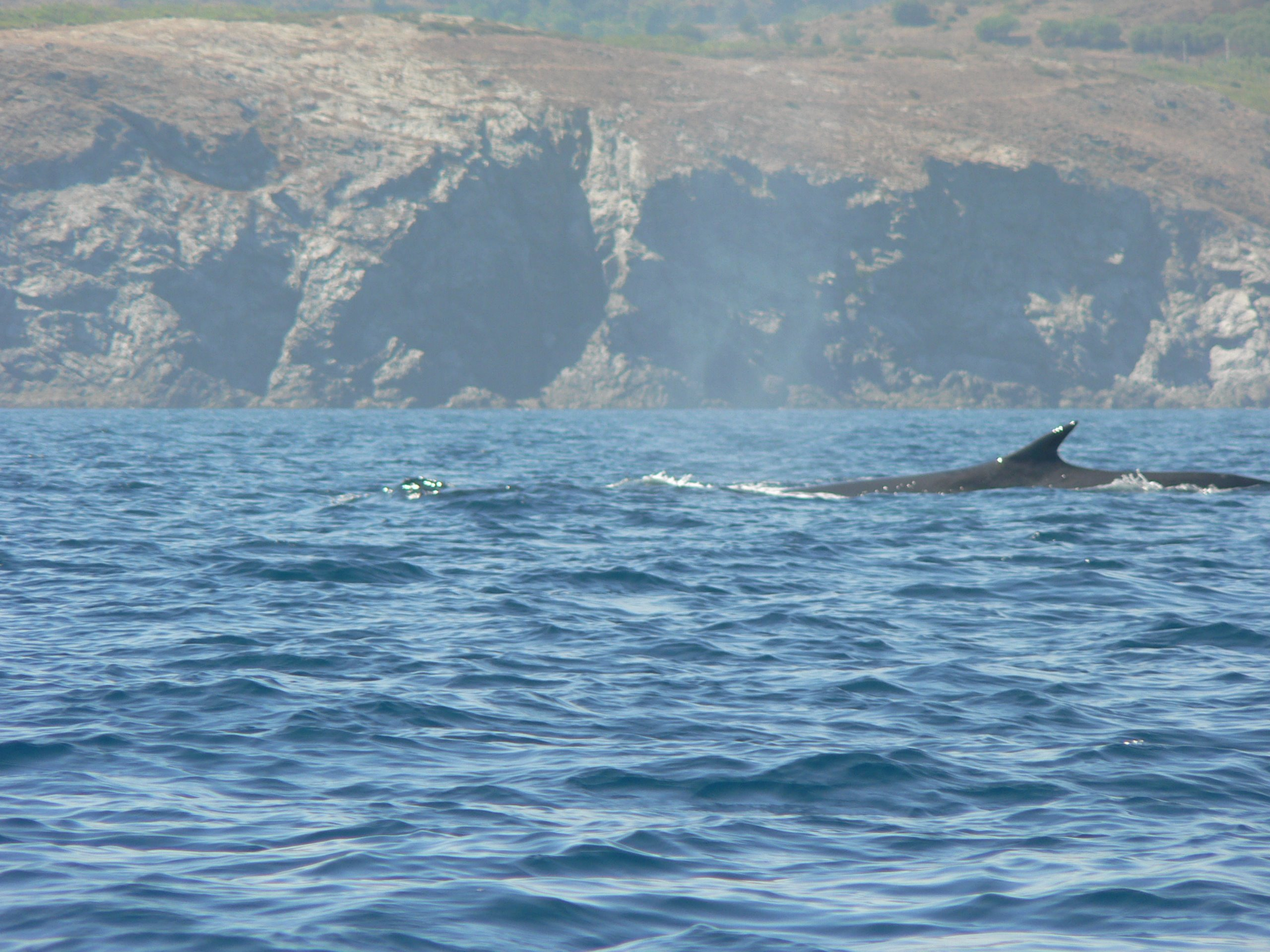
Rorqual commun près du cap Béar.

- Port-Vendres dispose d'un stade (Paul Cervello) réservé au football et au rugby, de quatre courts de tennis, d'un dojo pour le judo et d’un gymnase. Deux salles au centre-ville sont disponibles pour les clubs de danse et de gymnastique.
- Le port de plaisance de Port-Vendres est un centre international de yachting.
- l'observation des baleines est disponible dans les zones à proximité.
- Rugby à XIII : Port-Vendres Côte Rocheuse XIII
- Rugby à XV : Entente Côte-Vermeille regroupant Port-Vendres et Banyuls-sur-Mer, qui a joué en 1re division nationale de 1952 à 1956
- Judo : Judo Club Port-Vendres/Collioure, fondé en 1956, regroupant les deux villes. Les cours se déroulent au Dojo Justin Auvergne, au-dessus du stade municipal.
- VTT : Vélo Club Port-Vendrais

## Économie

### Revenus
En 2018, la commune compte 2 009 ménages fiscaux, regroupant 3 625 personnes. La médiane du revenu disponible par unité de consommation est de 18 150 € (19 350 € dans le département). 39 % des ménages fiscaux sont imposés (42,1 % dans le département).

### Emploi
|                | 2008   | 2013   | 2018   |
| -------------- | ------ | ------ | ------ |
| Commune        | 11,8 % | 16,1 % | 16,2 % |
| Département    | 10,3 % | 12,9 % | 13,3 % |
| France entière | 8,3 %  | 10 %   | 10 %   |

En 2018, la population âgée de 15 à 64 ans s'élève à 2 111 personnes, parmi lesquelles on compte 70,6 % d'actifs (54,4 % ayant un emploi et 16,2 % de chômeurs) et 29,4 % d'inactifs,. Depuis 2008, le taux de chômage communal (au sens du recensement) des 15-64 ans est supérieur à celui de la France et du département.
La commune est hors attraction des villes,. Elle compte 1 231 emplois en 2018, contre 1 358 en 2013 et 1 504 en 2008. Le nombre d'actifs ayant un emploi résidant dans la commune est de 1 184, soit un indicateur de concentration d'emploi de 104 % et un taux d'activité parmi les 15 ans ou plus de 43,2 %.
Sur ces 1 184 actifs de 15 ans ou plus ayant un emploi, 612 travaillent dans la commune, soit 52 % des habitants. Pour se rendre au travail, 67,5 % des habitants utilisent un véhicule personnel ou de fonction à quatre roues, 3,8 % les transports en commun, 23,7 % s'y rendent en deux-roues, à vélo ou à pied et 5,1 % n'ont pas besoin de transport (travail au domicile).

### Activités

#### Le port de commerce

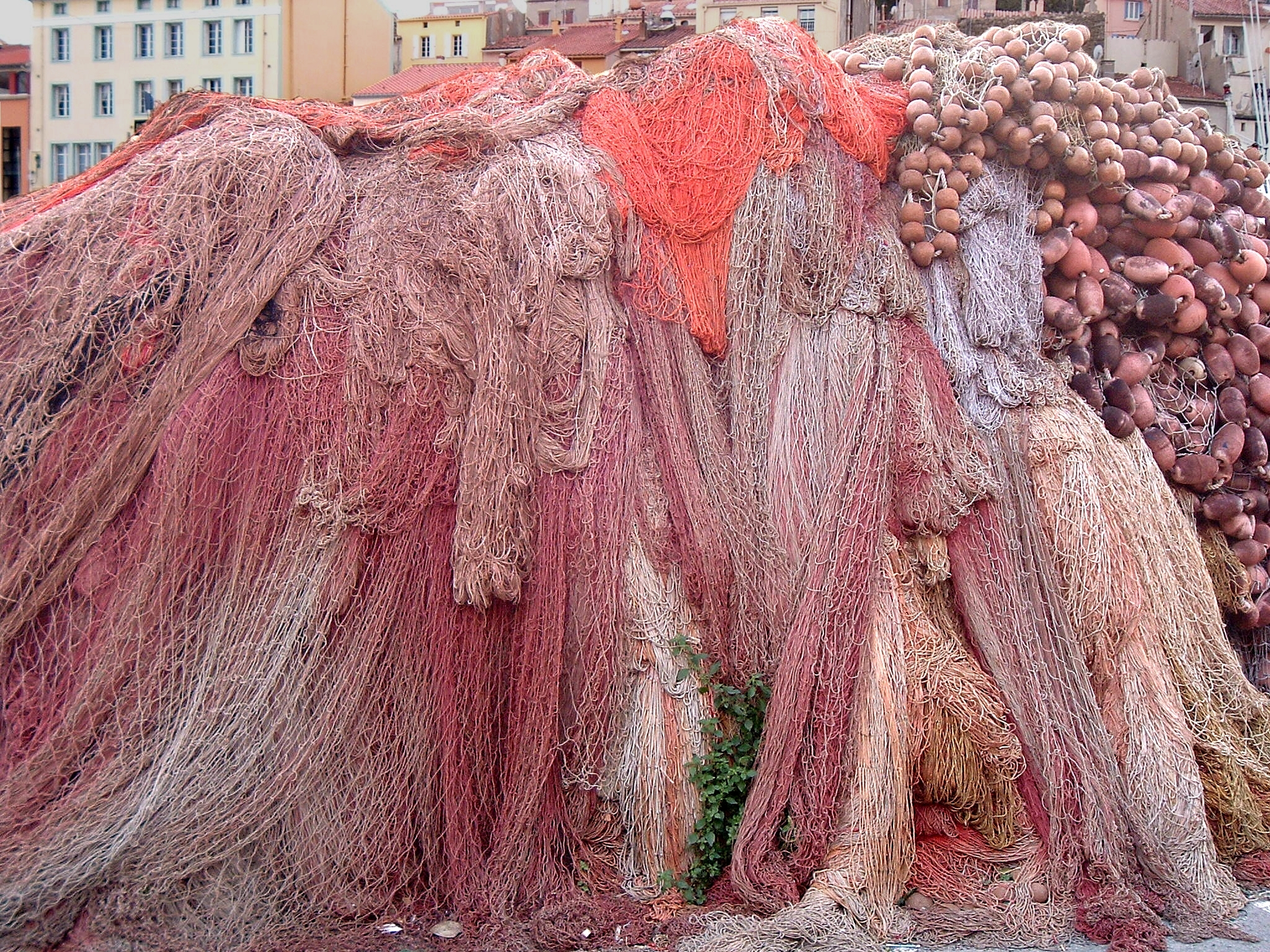
Filets de pêche dans le port.

Port-Vendres possède un port de commerce spécialisé dans les trafics de marchandises diverses et plus particulièrement de fruits et légumes en provenance des pays du bassin méditerranéen, comme le Maroc, l'Égypte ou bien Chypre, et même des producteurs plus éloignés provenant d'Afrique occidentale, d'Amérique du Sud ou d'Afrique du Sud.
Il est privilégié par sa position géographique dans le bassin méditerranéen, puisqu’il est le port continental français le plus proche du nord de l'Afrique, et par sa proximité du marché international de Saint-Charles.
Les équipements spécialisés, la main-d'œuvre qualifiée, et les coûts de passage portuaire compétitifs permettent de traiter plus de 200 000 tonnes de produits par an et de générer 45 millions d'euros de chiffre d'affaires en 2008. Port-Vendres se déchire entre sa vocation industrielle et des atouts touristiques.
La pêche (halieutique) arrive en tête avec 30 millions d'euros, suivie par l'activité commerciale avec 12 millions d'euros et la plaisance avec 3 millions d'euros. Il génère 610 emplois directs ainsi répartis : 300 pour le commerce, 270 pour la pêche et 40 pour la plaisance.
De futures installations permettront d'accueillir tous les bateaux de type navire frigorifique (REEFER) de 155 à 160 mètres de long et d'un tirant d'eau de 8,50 mètres, un tiers de la flotte des porte-conteneurs (FEEDER), qui sont des bateaux transportant des conteneurs, ainsi qu'une partie des rouliers de type Ro-Ro, pour l'embarquement des camions et Ro-pax. Une aire de stationnement pour les remorques d'environ 1 ha a été réalisée, mais le port est toujours en attente d'un troisième quai dans le cadre de la requalification du quai Dezoum à l'anse des Tamarins. L'aménagement d'un port-cité est toujours délicat, d'autant plus que le port est cerné par un relief capricieux et une vaste Zone Naturelle d’Intérêt Écologique Faunistique et Floristique (ZNIEFF).
Le fret fruitier
En 2008, le fret fruitier s'est élevé à 350 463 tonnes, soit une augmentation de 19 % par rapport à 2007 (293 696 tonnes) et 181 % par rapport à 2001 (124 675 tonnes).
Les échanges commerciaux avec les pays producteurs de fruits secs de type bananes et ananas, comme le Cameroun ou la Côte d'Ivoire, représentent 90 % du trafic, soit 196 650 tonnes en 2004 (+ 23,76 %). Ces chiffres sont à l'origine de l'agrandissement du Terminal Fruitier International de 17 000 m2, dont 16 000 m2 d’entrepôts réfrigérés, directement accessibles en bord à quai, aménagés en seize cellules à température dirigée, d’une capacité de stockage de 10 000 palettes.
Les conteneurs
21 289 mouvements de conteneurs ont été enregistrés dans le port en 2008. L'activité est en augmentation de 67 % par rapport à 2007 (12 708 mouvements) et 297 % par rapport à 2001 où seulement 888 mouvements étaient comptabilisés. Le port s'est équipé d'un outillage de pointe : une grue automotrice 15 T, deux chariots élévateurs de 60 T et 42 T, pour les conteneurs de 20 et 40 pieds, et un de 28 T, pour les conteneurs de 20 pieds.
Concession
Sa gestion est assurée par la Chambre de commerce et d'industrie de Perpignan et des Pyrénées-Orientales, concessionnaire du port de Commerce et de plaisance respectivement depuis 1932 et 1965. Depuis septembre 1969, elle est également concessionnaire du port de Pêche.

#### Autres activités
Près du hameau de Cosprons se trouve la dernière vinaigrerie artisanale de France en activité.

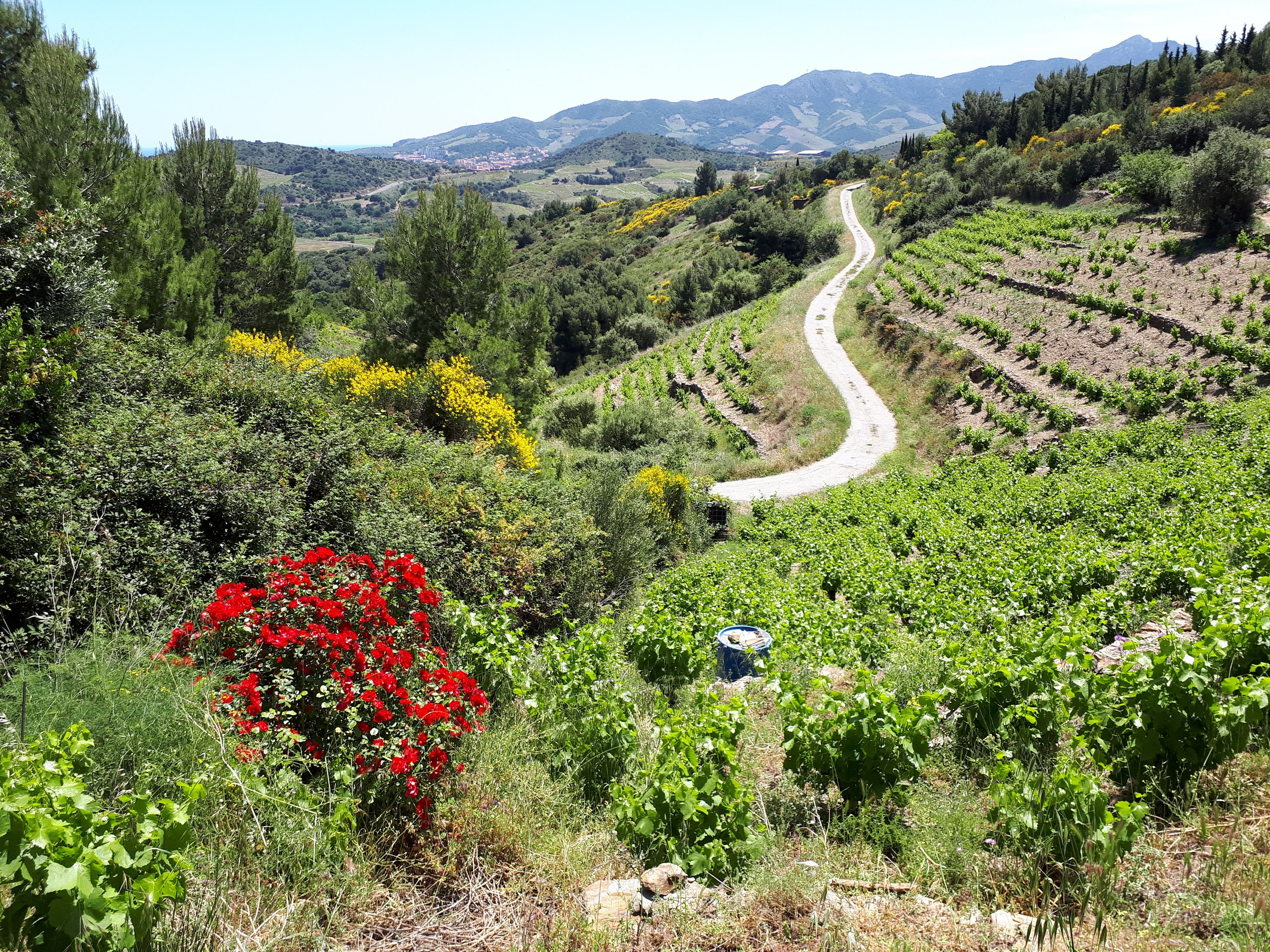
Vignoble près de Cosprons. La viticulture est également une activité économique importante à Port-Vendres.

## Culture locale et patrimoine

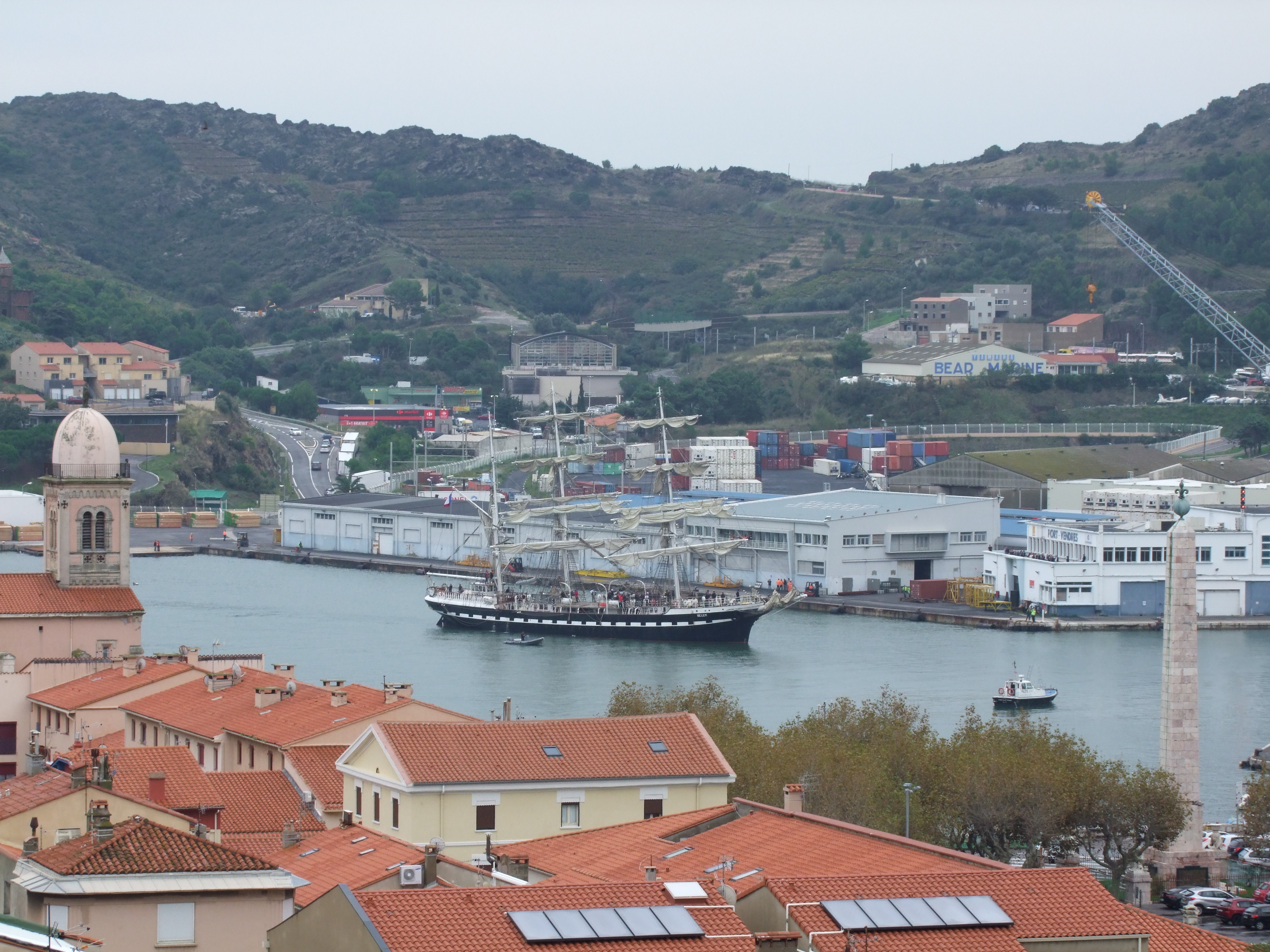
Entrée du voilier Belem à Port-Vendres pour son escale hivernale le 18 octobre 2018.

En octobre 2020, la commune reçoit le classement Site patrimonial remarquable.

### Monuments et lieux touristiques

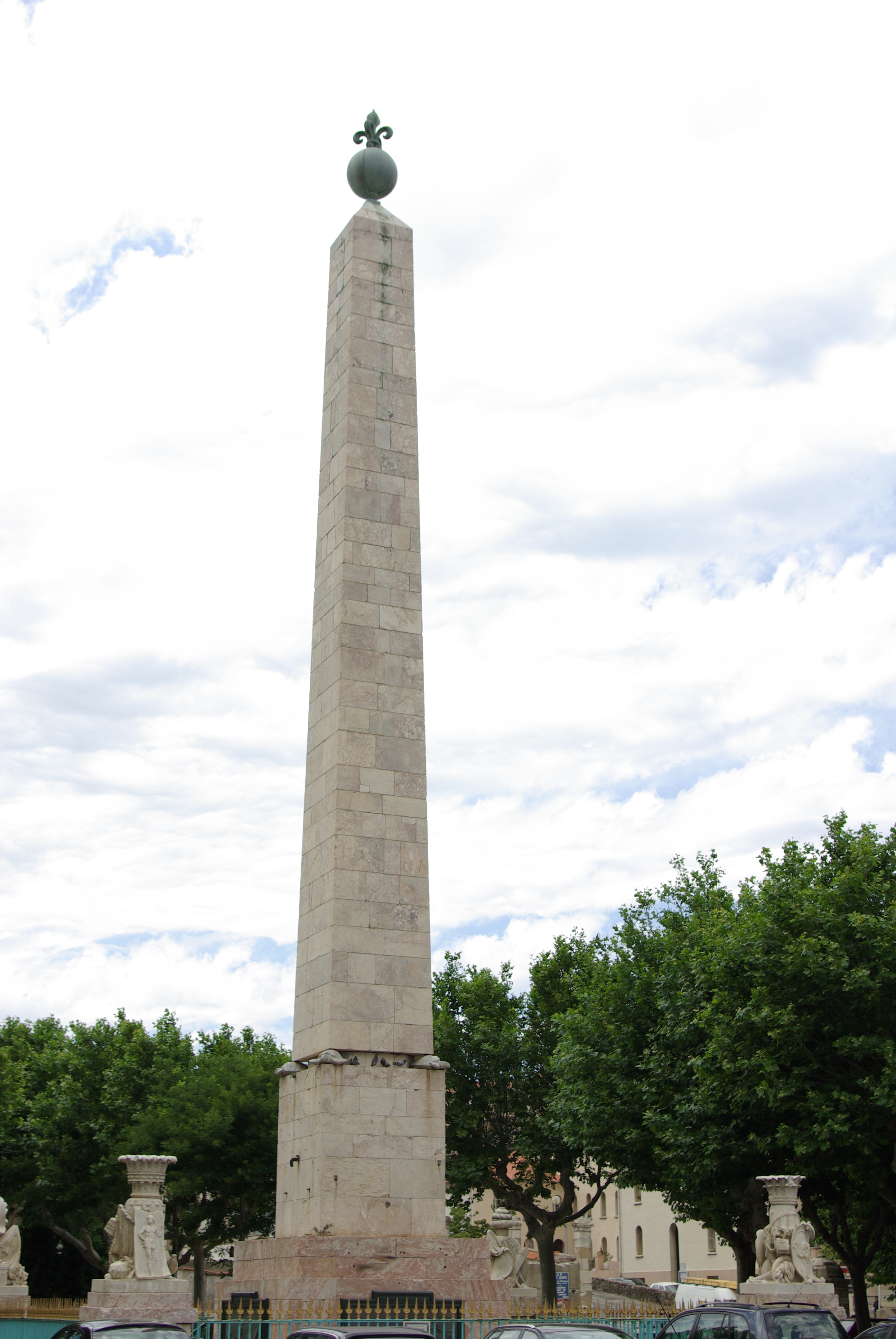
Obélisque de Port-Vendres.

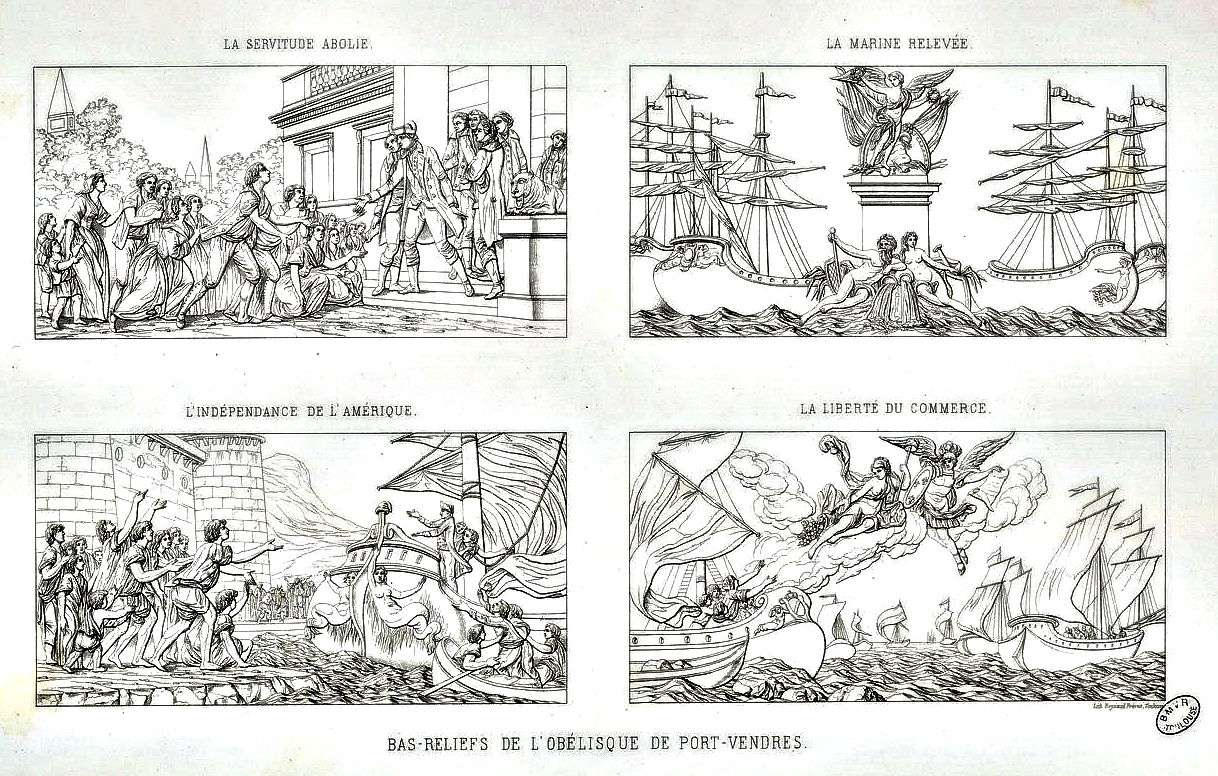
Du Mège - Bas-reliefs de l'obélisque de Port-Vendres, 1858-1862

- Place de l'Obélisque ( Inscrit MH (1995)) : pour marquer d'un symbole la naissance de Port-Vendres, et à la demande des habitants d'alors, Louis XVI permit à la province, en 1780, de faire ériger à sa gloire le premier monument élevé en France en son honneur, l'obélisque de Port-Vendres, qui est aussi le seul monument dédié à Louis XVI qui ait survécu sans trop de dommages à la Révolution. Culminant à cent pieds au-dessus du niveau de la mer (autrement dit, trente-trois mètres), cette œuvre en marbre des Pyrénées surmontée d'un globe terrestre et couronnée d'une fleur de lys, tous deux réalisés en bronze, fut en partie préservée des destructions révolutionnaires mais perdit ses ornements inférieurs : après 1793 ne subsistaient que les quatre tortues de bronze placées aux angles du collet, entre la colonne et le dé soutenant les draperies. Ceci place d'ailleurs Port-Vendres sur la Route des tortues en Catalogne.
- Monument aux morts ( Classé MH (1994)) : réalisé en 1923 par le sculpteur Aristide Maillol, il représente une femme allongée tenant dans sa main droite des branches d'olivier.
- Vestiges du fort de la Mauresque ( Inscrit MH (1991)) : élément de fortification construit en 1850.
- Redoute du Fanal ( Inscrit MH (1933)) : réalisée par Vauban entre 1673 et 1700 pour assurer la défense du port. Son phare tribord vert marque l’entrée du port.
- Redoute Béar ( Inscrit MH (1933)) : réalisée par Vauban en 1694.
- Vestiges de la redoute de Mailly ( Inscrit MH (1991)) : réalisée entre 1775 et 1780.
- Feu métallique du môle ( Inscrit MH (2011)) : construit en 1885, il marque l'entrée du port.
- Phare du cap Béar ( Classé MH (2012)) : construit en 1905, c'est un bâtiment de la Marine nationale servant à contrôler le trafic maritime et à établir des prévisions météorologiques.
- Place Castellane : une grande place sur le port, avec son couple d’amoureux port-vendrais surnommés « Fenouil et Fenouille » qui ont inspiré un sculpteur qui voulut rendre hommage à leur amour.

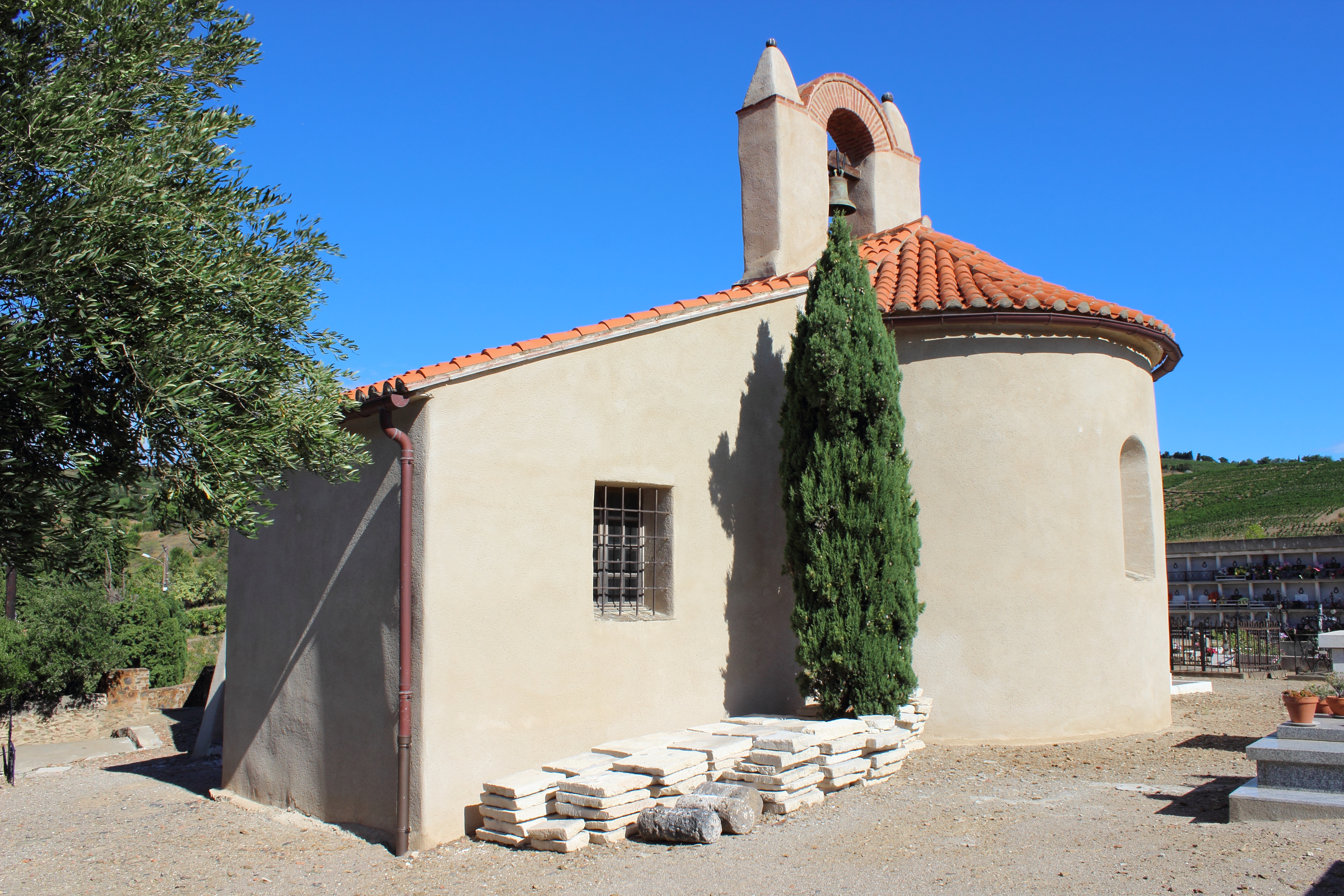
Église Sainte-Marie de Cosprons

- Église Sainte-Marie de CospronsLa Tour de l'Horloge est le seul vestige de la redoute de la presqu’île qui faisait partie des trois fortifications dessinées par Vauban.
- Église Sainte-Marie de Cosprons, église romane.
- Chapelle de l'Immaculée de Port-Vendres.
- Église Notre-Dame de Bonne-Nouvelle : construite en 1888, de style romano-byzantin à l’extérieur et un style néo-gothique pour la nef.
- Tour Madeloc : tour de guet édifiée en 1285 sous le Royaume de Majorque.
- Fort Béar : construit à la fin du XIXe siècle, encore utilisé par l'armée de nos jours.

### Équipements culturels
Un centre culturel, place Castellane, est doté d'un cinéma « Vauban », d'un centre socio-culturel et de salles de conférences, et propose des expositions permanentes de peintures, photos et sculptures.
Une médiathèque intercommunale dépendant de la communauté de communes Albères, Côte Vermeille, Illibéris est implantée à Port-Vendres dans des locaux aménagés à neuf en 2020.

### Musées
Le Musée d'archéologie maritime : les fouilles archéologiques sous-marines conduites depuis une trentaine d'années ont permis de mettre au jour de nombreux vestiges représentatifs du commerce maritime et de la navigation à l'époque romaine. En particulier, une épave de navire antique quasi complète a été fouillée à l'emplacement de la criée. Un trésor monétaire du IIIe siècle a aussi été retrouvé, de même que de nombreux éléments architecturaux transportés dans les navires, ou encore des cargaisons d'amphores, de vaisselle diverse et de nombreux objets de la vie quotidienne à bord des navires. Un projet de musée permettant de présenter ces éléments au public a été lancé, est allé jusqu'à l'étape de la construction et du recrutement du personnel, mais a été abandonné au début des années 2000 à la suite du changement de municipalité et n'a pas encore vu le jour. Un projet de « centre d'interprétation de la mer » a été lancé en 2018 mais n'a pas vu le jour, abandonné dans sa forme complète à la suite des élections de 2020.

### Patrimoine environnemental
- La baie de Paulilles

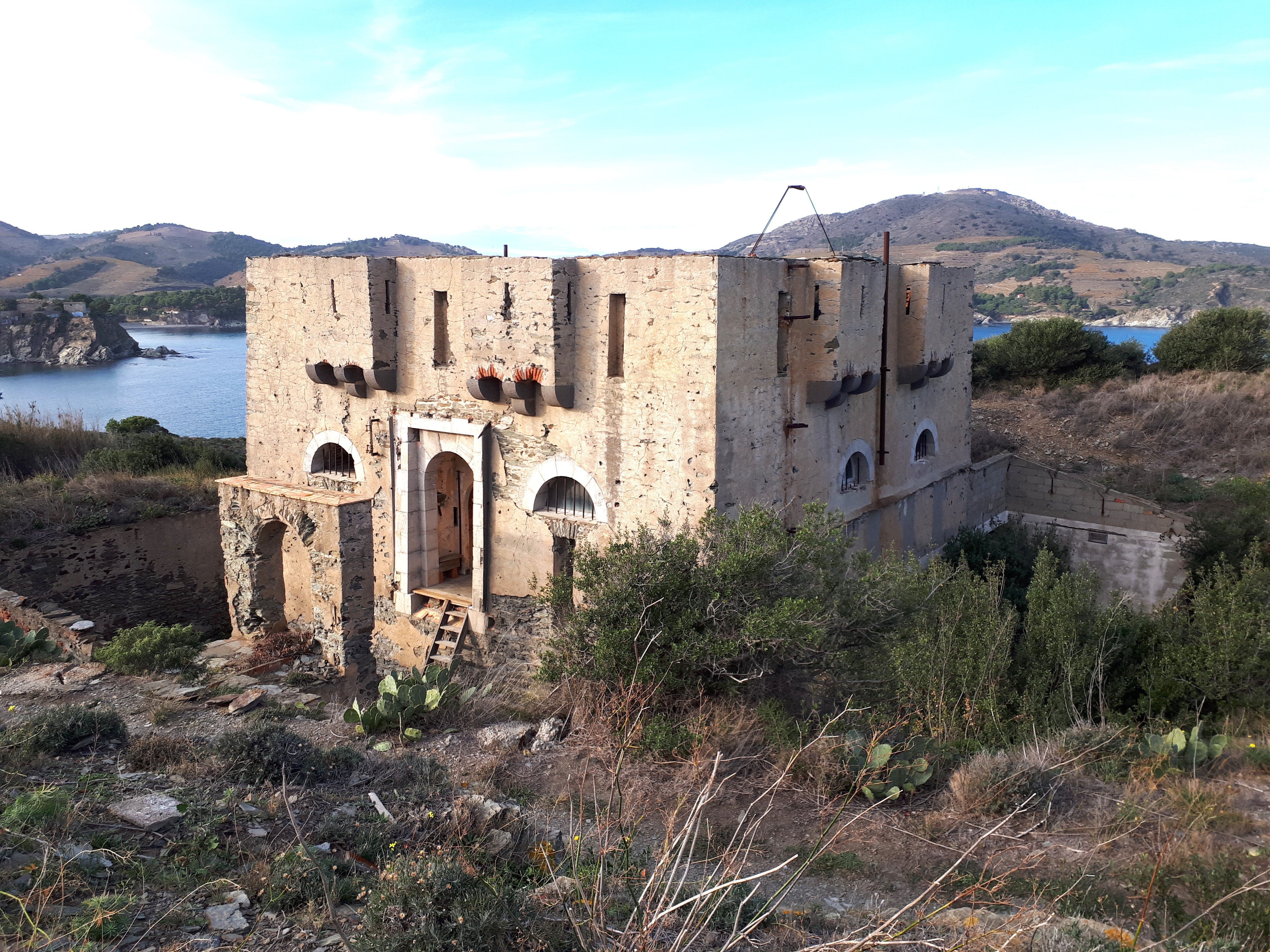
Fort Oullastrell (ou Ullastrell). Pour renforcer la sécurité de l’accès au port de Port-Vendres et empêcher tout débarquement sur la plage de Paulilles, ce fort a été construit en 1861. En 1880 il a été vendu à la fabrique de dynamite de Paulilles pour servir d'habitation au gardien des stocks de dynamite.

La baie de Paulilles est une vaste crique adossée aux contreforts des Albères, avec un jardin botanique et une maison-exposition sur les activités passées de l'ancienne dynamiterie Nobel, où ont été produits les explosifs pour le canal de Panama et la construction du chemin de fer Transsibérien.

### Culture populaire
Cinéma
Films et téléfilms tournés en partie à Port-Vendres (l'année est celle de la sortie du film) :
- 1942 : La Fausse Maîtresse, d'André Cayatte ;
- 1953 : Le Chemin de la drogue, de Louis S. Licot ;
- 1955 : Le Fils de Caroline chérie, de Jean Devaivre ;
- 1969 : Désirella, de Jean-Claude Dague ;
- 1970 : Et qu'ça saute ! de Guy Lefranc ;
- 1971 : Où est passé Tom ? de José Giovanni ;
- 1972 : L'Ingénu, de Norbert Carbonnaux ;
- 1981 : Prends ta Rolls et va pointer de Richard Balducci ;
- 1999 : Tramontane, mini-série d'Henri Helman ;
- 2003 : Les Mains vides, de Marc Recha ;
- 2007 : Nocturnes, d'Henry Colomer ;
- 2015 : Orage, de Fabrice Camoin ;
- 2018 : Les Municipaux, ces héros, de Les Chevaliers du Fiel.
- 2019 : Les Municipaux, trop c'est trop, de Les Chevaliers du Fiel.

### Personnalités liées à la commune
- Jean Nicolas Pierre Hachette (1769–1834) : mathématicien et professeur d'hydrographie à Collioure et à Port-Vendres en 1793 ;
- Étienne Bazeries (1846–1931) : militaire et cryptanalyste né à Port-Vendres ;
- Charles Rennie Mackintosh (1868–1928) : architecte et peintre écossais, ses cendres sont dispersées dans les eaux de Port-Vendres où il séjourna ;
- Gilbert Brutus (1887–1944) : joueur de rugby à XV né à Port-Vendres ;
- Charles de Rochefort (1887-1952) : acteur né à Port-Vendres ;
- Joseph Pascot (1897–1974) : joueur de rugby à XV et ministre du Régime de Vichy né à Port-Vendres ;
- Maurice Georges Poncelet (1897-1978), artiste peintre et lithographe, s'est installé à Port-Vendres après la Seconde Guerre mondiale et y est mort.
- Gaston Pams (1918–1981) : sénateur-maire d'Argelès-sur-Mer né à Port-Vendres ;
- Pierre Jeanjean (1924–1998) : joueur de rugby à XV né à Port-Vendres ;
- Jean Vernette (1929–2002) : prêtre du diocèse de Montauban né à Port-Vendres ;
- Estella Blain (1930–1982) : actrice ayant vécu et morte à Port-Vendres ;
- Tina Aumont (1946–2006) : actrice franco-américaine morte à Port-Vendres.

### Héraldique
| Port-Vendres | D'azur à la galère antique d'or habillée d'argent, en pointe, surmontée de trois tours mal ordonnées aussi d'or, maçonnées de sable, ouvertes et ajourées du champ. |